# فهرست سیارک‌ها (۱۵۰۰۰۱–۱۵۱۰۰۱)
فهرست سیارک‌ها (۱۵۰۰۰۱ - ۱۵۱۰۰۱) فهرست سیارک‌ها از ۱۵۰۰۰۱ تا ۱۵۱۰۰۱ است.
| نام    | نام انگلیسی | تاریخ کشف       |
| ------ | ----------- | --------------- |
| ۱۵۰۰۰۱ | 2005 UJ151  | ۲۶ اکتبر ۲۰۰۵   |
| ۱۵۰۰۰۲ | 2005 UZ155  | ۲۶ اکتبر ۲۰۰۵   |
| ۱۵۰۰۰۳ | 2005 UH159  | ۳۱ اکتبر ۲۰۰۵   |
| ۱۵۰۰۰۴ | 2005 UG163  | ۲۳ اکتبر ۲۰۰۵   |
| ۱۵۰۰۰۵ | 2005 UG166  | ۲۴ اکتبر ۲۰۰۵   |
| ۱۵۰۰۰۶ | 2005 UO200  | ۲۵ اکتبر ۲۰۰۵   |
| ۱۵۰۰۰۷ | 2005 UD204  | ۲۵ اکتبر ۲۰۰۵   |
| ۱۵۰۰۰۸ | 2005 UD216  | ۲۵ اکتبر ۲۰۰۵   |
| ۱۵۰۰۰۹ | 2005 UY216  | ۲۶ اکتبر ۲۰۰۵   |
| ۱۵۰۰۱۰ | 2005 UJ217  | ۲۷ اکتبر ۲۰۰۵   |
| ۱۵۰۰۱۱ | 2005 UO231  | ۲۵ اکتبر ۲۰۰۵   |
| ۱۵۰۰۱۲ | 2005 UQ241  | ۲۵ اکتبر ۲۰۰۵   |
| ۱۵۰۰۱۳ | 2005 UU254  | ۲۲ اکتبر ۲۰۰۵   |
| ۱۵۰۰۱۴ | 2005 UC343  | ۳۱ اکتبر ۲۰۰۵   |
| ۱۵۰۰۱۵ | 2005 UD350  | ۲۷ اکتبر ۲۰۰۵   |
| ۱۵۰۰۱۶ | 2005 UB353  | ۲۹ اکتبر ۲۰۰۵   |
| ۱۵۰۰۱۷ | 2005 UY382  | ۲۷ اکتبر ۲۰۰۵   |
| ۱۵۰۰۱۸ | 2005 UF386  | ۳۰ اکتبر ۲۰۰۵   |
| ۱۵۰۰۱۹ | 2005 UB398  | ۳۰ اکتبر ۲۰۰۵   |
| ۱۵۰۰۲۰ | 2005 UQ402  | ۲۸ اکتبر ۲۰۰۵   |
| ۱۵۰۰۲۱ | 2005 UB448  | ۳۰ اکتبر ۲۰۰۵   |
| ۱۵۰۰۲۲ | 2005 UB485  | ۲۲ اکتبر ۲۰۰۵   |
| ۱۵۰۰۲۳ | 2005 UK493  | ۲۵ اکتبر ۲۰۰۵   |
| ۱۵۰۰۲۴ | 2005 UM493  | ۲۵ اکتبر ۲۰۰۵   |
| ۱۵۰۰۲۵ | 2005 VD6    | ۳ نوامبر ۲۰۰۵   |
| ۱۵۰۰۲۶ | 2005 VU6    | ۶ نوامبر ۲۰۰۵   |
| ۱۵۰۰۲۷ | 2005 VB13   | ۳ نوامبر ۲۰۰۵   |
| ۱۵۰۰۲۸ | 2005 VH33   | ۱۰ نوامبر ۲۰۰۵  |
| ۱۵۰۰۲۹ | 2005 VR34   | ۳ نوامبر ۲۰۰۵   |
| ۱۵۰۰۳۰ | 2005 VD60   | ۵ نوامبر ۲۰۰۵   |
| ۱۵۰۰۳۱ | 2005 VC97   | ۵ نوامبر ۲۰۰۵   |
| ۱۵۰۰۳۲ | 2005 VE98   | ۷ نوامبر ۲۰۰۵   |
| ۱۵۰۰۳۳ | 2005 VQ106  | ۵ نوامبر ۲۰۰۵   |
| ۱۵۰۰۳۴ | 2005 VZ115  | ۱۱ نوامبر ۲۰۰۵  |
| ۱۵۰۰۳۵ | Williamson  | ۲۰ نوامبر ۲۰۰۵  |
| ۱۵۰۰۳۶ | 2005 WD3    | ۲۰ نوامبر ۲۰۰۵  |
| ۱۵۰۰۳۷ | 2005 WX4    | ۱۹ نوامبر ۲۰۰۵  |
| ۱۵۰۰۳۸ | 2005 WL19   | ۲۴ نوامبر ۲۰۰۵  |
| ۱۵۰۰۳۹ | 2005 WZ159  | ۳۰ نوامبر ۲۰۰۵  |
| ۱۵۰۰۴۰ | 2005 WJ163  | ۲۹ نوامبر ۲۰۰۵  |
| ۱۵۰۰۴۱ | 2005 WO163  | ۲۹ نوامبر ۲۰۰۵  |
| ۱۵۰۰۴۲ | 2005 WK179  | ۲۱ نوامبر ۲۰۰۵  |
| ۱۵۰۰۴۳ | 2005 WA185  | ۲۹ نوامبر ۲۰۰۵  |
| ۱۵۰۰۴۴ | 2005 WX187  | ۲۹ نوامبر ۲۰۰۵  |
| ۱۵۰۰۴۵ | 2005 WC194  | ۲۹ نوامبر ۲۰۰۵  |
| ۱۵۰۰۴۶ | 2005 XK107  | ۱ دسامبر ۲۰۰۵   |
| ۱۵۰۰۴۷ | 2005 YB17   | ۲۳ دسامبر ۲۰۰۵  |
| ۱۵۰۰۴۸ | 2005 YV94   | ۲۳ دسامبر ۲۰۰۵  |
| ۱۵۰۰۴۹ | 2006 OE1    | ۱۹ ژوئیه ۲۰۰۶   |
| ۱۵۰۰۵۰ | 2006 PT12   | ۱۳ اوت ۲۰۰۶     |
| ۱۵۰۰۵۱ | 2006 QM10   | ۲۱ اوت ۲۰۰۶     |
| ۱۵۰۰۵۲ | 2006 QO10   | ۲۱ اوت ۲۰۰۶     |
| ۱۵۰۰۵۳ | 2006 QW54   | ۱۸ اوت ۲۰۰۶     |
| ۱۵۰۰۵۴ | 2006 QO62   | ۲۳ اوت ۲۰۰۶     |
| ۱۵۰۰۵۵ | 2006 QM113  | ۲۴ اوت ۲۰۰۶     |
| ۱۵۰۰۵۶ | 2006 QN137  | ۳۰ اوت ۲۰۰۶     |
| ۱۵۰۰۵۷ | 2006 QT144  | ۲۸ اوت ۲۰۰۶     |
| ۱۵۰۰۵۸ | 2006 QJ147  | ۱۸ اوت ۲۰۰۶     |
| ۱۵۰۰۵۹ | 2006 QA169  | ۳۰ اوت ۲۰۰۶     |
| ۱۵۰۰۶۰ | 2006 RL4    | ۱۲ سپتامبر ۲۰۰۶ |
| ۱۵۰۰۶۱ | 2006 RE10   | ۱۳ سپتامبر ۲۰۰۶ |
| ۱۵۰۰۶۲ | 2006 RN17   | ۱۴ سپتامبر ۲۰۰۶ |
| ۱۵۰۰۶۳ | 2006 RA40   | ۱۲ سپتامبر ۲۰۰۶ |
| ۱۵۰۰۶۴ | 2006 RJ41   | ۱۴ سپتامبر ۲۰۰۶ |
| ۱۵۰۰۶۵ | 2006 RG48   | ۱۴ سپتامبر ۲۰۰۶ |
| ۱۵۰۰۶۶ | 2006 SN7    | ۱۶ سپتامبر ۲۰۰۶ |
| ۱۵۰۰۶۷ | 2006 SJ8    | ۱۶ سپتامبر ۲۰۰۶ |
| ۱۵۰۰۶۸ | 2006 SK12   | ۱۶ سپتامبر ۲۰۰۶ |
| ۱۵۰۰۶۹ | 2006 SW55   | ۱۸ سپتامبر ۲۰۰۶ |
| ۱۵۰۰۷۰ | 2006 SJ61   | ۲۰ سپتامبر ۲۰۰۶ |
| ۱۵۰۰۷۱ | 2006 SZ110  | ۲۱ سپتامبر ۲۰۰۶ |
| ۱۵۰۰۷۲ | 2006 SL154  | ۲۰ سپتامبر ۲۰۰۶ |
| ۱۵۰۰۷۳ | 2006 SK181  | ۲۵ سپتامبر ۲۰۰۶ |
| ۱۵۰۰۷۴ | 2006 SX191  | ۲۶ سپتامبر ۲۰۰۶ |
| ۱۵۰۰۷۵ | 2006 SP223  | ۲۵ سپتامبر ۲۰۰۶ |
| ۱۵۰۰۷۶ | 2006 ST282  | ۲۵ سپتامبر ۲۰۰۶ |
| ۱۵۰۰۷۷ | 2006 SE356  | ۳۰ سپتامبر ۲۰۰۶ |
| ۱۵۰۰۷۸ | 2006 TV42   | ۱۲ اکتبر ۲۰۰۶   |
| ۱۵۰۰۷۹ | 2006 TM71   | ۱۱ اکتبر ۲۰۰۶   |
| ۱۵۰۰۸۰ | 2006 UV9    | ۱۶ اکتبر ۲۰۰۶   |
| ۱۵۰۰۸۱ | 2006 UH109  | ۱۹ اکتبر ۲۰۰۶   |
| ۱۵۰۰۸۲ | 2006 UZ255  | ۲۷ اکتبر ۲۰۰۶   |
| ۱۵۰۰۸۳ | 2006 VD71   | ۱۱ نوامبر ۲۰۰۶  |
| ۱۵۰۰۸۴ | 2006 WN11   | ۱۶ نوامبر ۲۰۰۶  |
| ۱۵۰۰۸۵ | 2006 WQ14   | ۱۶ نوامبر ۲۰۰۶  |
| ۱۵۰۰۸۶ | 2006 WW61   | ۱۷ نوامبر ۲۰۰۶  |
| ۱۵۰۰۸۷ | 2006 WC175  | ۲۳ نوامبر ۲۰۰۶  |
| ۱۵۰۰۸۸ | 2006 XY16   | ۱۰ دسامبر ۲۰۰۶  |
| ۱۵۰۰۸۹ | 2006 XL30   | ۱۳ دسامبر ۲۰۰۶  |
| ۱۵۰۰۹۰ | 2006 XA61   | ۱۵ دسامبر ۲۰۰۶  |
| ۱۵۰۰۹۱ | 2006 YQ35   | ۲۱ دسامبر ۲۰۰۶  |
| ۱۵۰۰۹۱ | 4156 P-L    | ۲۴ سپتامبر ۱۹۶۰ |
| ۱۵۰۰۹۱ | 4197 P-L    | ۲۴ سپتامبر ۱۹۶۰ |
| ۱۵۰۰۹۱ | 6845 P-L    | ۲۴ سپتامبر ۱۹۶۰ |
| ۱۵۰۰۹۵ | 1235 T-2    | ۲۹ سپتامبر ۱۹۷۳ |
| ۱۵۰۰۹۶ | 3023 T-2    | ۳۰ سپتامبر ۱۹۷۳ |
| ۱۵۰۰۹۷ | 4319 T-2    | ۲۹ سپتامبر ۱۹۷۳ |
| ۱۵۰۰۹۸ | 5086 T-2    | ۲۵ سپتامبر ۱۹۷۳ |
| ۱۵۰۰۹۹ | 1137 T-3    | ۱۷ اکتبر ۱۹۷۷   |
| ۱۵۰۱۰۰ | 1229 T-3    | ۱۷ اکتبر ۱۹۷۷   |
| ۱۵۰۱۰۱ | 2428 T-3    | ۱۶ اکتبر ۱۹۷۷   |
| ۱۵۰۱۰۲ | 3503 T-3    | ۱۶ اکتبر ۱۹۷۷   |
| ۱۵۰۱۰۳ | 4262 T-3    | ۱۶ اکتبر ۱۹۷۷   |
| ۱۵۰۱۰۴ | 5007 T-3    | ۱۶ اکتبر ۱۹۷۷   |
| ۱۵۰۱۰۵ | 5062 T-3    | ۱۶ اکتبر ۱۹۷۷   |
| ۱۵۰۱۰۶ | 5084 T-3    | ۱۶ اکتبر ۱۹۷۷   |
| ۱۵۰۱۰۷ | 1978 VL4    | ۷ نوامبر ۱۹۷۸   |
| ۱۵۰۱۰۸ | 1979 QG3    | ۲۲ اوت ۱۹۷۹     |
| ۱۵۰۱۰۹ | 1981 EA17   | ۶ مارس ۱۹۸۱     |
| ۱۵۰۱۱۰ | 1981 EA30   | ۲ مارس ۱۹۸۱     |
| ۱۵۰۱۱۱ | 1991 TK15   | ۶ اکتبر ۱۹۹۱    |
| ۱۵۰۱۱۲ | 1991 TY15   | ۶ اکتبر ۱۹۹۱    |
| ۱۵۰۱۱۳ | 1991 VX4    | ۴ نوامبر ۱۹۹۱   |
| ۱۵۰۱۱۴ | 1991 VA11   | ۵ نوامبر ۱۹۹۱   |
| ۱۵۰۱۱۵ | 1992 SB3    | ۲۴ سپتامبر ۱۹۹۲ |
| ۱۵۰۱۱۶ | 1993 FE33   | ۱۹ مارس ۱۹۹۳    |
| ۱۵۰۱۱۷ | 1993 FF43   | ۱۹ مارس ۱۹۹۳    |
| ۱۵۰۱۱۸ | 1993 SZ2    | ۱۸ سپتامبر ۱۹۹۳ |
| ۱۵۰۱۱۹ | 1993 TM10   | ۱۳ اکتبر ۱۹۹۳   |
| ۱۵۰۱۲۰ | 1993 TS24   | ۹ اکتبر ۱۹۹۳    |
| ۱۵۰۱۲۱ | 1994 AB5    | ۵ ژانویه ۱۹۹۴   |
| ۱۵۰۱۲۲ | 1994 CC2    | ۱۲ فوریه ۱۹۹۴   |
| ۱۵۰۱۲۳ | 1994 PY6    | ۱۰ اوت ۱۹۹۴     |
| ۱۵۰۱۲۴ | 1994 PU22   | ۱۲ اوت ۱۹۹۴     |
| ۱۵۰۱۲۵ | 1994 PQ29   | ۱۲ اوت ۱۹۹۴     |
| ۱۵۰۱۲۶ | 1994 SD8    | ۲۸ سپتامبر ۱۹۹۴ |
| ۱۵۰۱۲۷ | 1994 SD9    | ۲۸ سپتامبر ۱۹۹۴ |
| ۱۵۰۱۲۸ | 1994 UP7    | ۲۸ اکتبر ۱۹۹۴   |
| ۱۵۰۱۲۹ | 1994 VK7    | ۸ نوامبر ۱۹۹۴   |
| ۱۵۰۱۳۰ | 1995 AN2    | ۸ ژانویه ۱۹۹۵   |
| ۱۵۰۱۳۱ | 1995 BO7    | ۲۹ ژانویه ۱۹۹۵  |
| ۱۵۰۱۳۲ | 1995 DK9    | ۲۴ فوریه ۱۹۹۵   |
| ۱۵۰۱۳۳ | 1995 OG16   | ۲۶ ژوئیه ۱۹۹۵   |
| ۱۵۰۱۳۴ | 1995 SP48   | ۲۶ سپتامبر ۱۹۹۵ |
| ۱۵۰۱۳۵ | 1995 UH8    | ۲۷ اکتبر ۱۹۹۵   |
| ۱۵۰۱۳۶ | 1995 VW4    | ۱۴ نوامبر ۱۹۹۵  |
| ۱۵۰۱۳۷ | 1995 VV14   | ۱۵ نوامبر ۱۹۹۵  |
| ۱۵۰۱۳۸ | 1995 WR1    | ۱۶ نوامبر ۱۹۹۵  |
| ۱۵۰۱۳۹ | 1995 WW38   | ۲۳ نوامبر ۱۹۹۵  |
| ۱۵۰۱۴۰ | 1995 YF6    | ۱۶ دسامبر ۱۹۹۵  |
| ۱۵۰۱۴۱ | 1995 YE7    | ۱۶ دسامبر ۱۹۹۵  |
| ۱۵۰۱۴۲ | 1995 YQ7    | ۱۶ دسامبر ۱۹۹۵  |
| ۱۵۰۱۴۳ | 1996 AC7    | ۱۲ ژانویه ۱۹۹۶  |
| ۱۵۰۱۴۴ | 1996 AV11   | ۱۴ ژانویه ۱۹۹۶  |
| ۱۵۰۱۴۵ | Uvic        | ۲۳ ژانویه ۱۹۹۶  |
| ۱۵۰۱۴۶ | 1996 ES9    | ۱۲ مارس ۱۹۹۶    |
| ۱۵۰۱۴۷ | 1996 EO10   | ۱۲ مارس ۱۹۹۶    |
| ۱۵۰۱۴۸ | 1996 FX3    | ۲۰ مارس ۱۹۹۶    |
| ۱۵۰۱۴۹ | 1996 JF11   | ۱۵ مه ۱۹۹۶      |
| ۱۵۰۱۵۰ | 1996 TV23   | ۶ اکتبر ۱۹۹۶    |
| ۱۵۰۱۵۱ | 1996 TY29   | ۷ اکتبر ۱۹۹۶    |
| ۱۵۰۱۵۲ | 1996 VL16   | ۵ نوامبر ۱۹۹۶   |
| ۱۵۰۱۵۲ | 1997 AB     | ۱ ژانویه ۱۹۹۷   |
| ۱۵۰۱۵۴ | 1997 EG16   | ۵ مارس ۱۹۹۷     |
| ۱۵۰۱۵۵ | 1997 EJ32   | ۱۱ مارس ۱۹۹۷    |
| ۱۵۰۱۵۶ | 1997 EM32   | ۱۱ مارس ۱۹۹۷    |
| ۱۵۰۱۵۷ | 1997 GX25   | ۱۱ آوریل ۱۹۹۷   |
| ۱۵۰۱۵۸ | 1997 HG2    | ۲۹ آوریل ۱۹۹۷   |
| ۱۵۰۱۵۹ | 1997 JW1    | ۱ مه ۱۹۹۷       |
| ۱۵۰۱۶۰ | 1997 OF2    | ۳۰ ژوئیه ۱۹۹۷   |
| ۱۵۰۱۶۱ | 1997 PE5    | ۱۱ اوت ۱۹۹۷     |
| ۱۵۰۱۶۱ | 1997 SO     | ۲۰ سپتامبر ۱۹۹۷ |
| ۱۵۰۱۶۳ | 1997 ST26   | ۲۹ سپتامبر ۱۹۹۷ |
| ۱۵۰۱۶۴ | 1997 TP5    | ۲ اکتبر ۱۹۹۷    |
| ۱۵۰۱۶۵ | 1997 UG9    | ۲۹ اکتبر ۱۹۹۷   |
| ۱۵۰۱۶۶ | 1997 WS1    | ۲۱ نوامبر ۱۹۹۷  |
| ۱۵۰۱۶۷ | 1997 XB1    | ۳ دسامبر ۱۹۹۷   |
| ۱۵۰۱۶۸ | 1998 BJ27   | ۲۲ ژانویه ۱۹۹۸  |
| ۱۵۰۱۶۹ | 1998 BG39   | ۲۹ ژانویه ۱۹۹۸  |
| ۱۵۰۱۷۰ | 1998 BW45   | ۲۵ ژانویه ۱۹۹۸  |
| ۱۵۰۱۷۱ | 1998 DV19   | ۲۶ فوریه ۱۹۹۸   |
| ۱۵۰۱۷۲ | 1998 DV25   | ۲۳ فوریه ۱۹۹۸   |
| ۱۵۰۱۷۳ | 1998 DO28   | ۲۶ فوریه ۱۹۹۸   |
| ۱۵۰۱۷۴ | 1998 DU32   | ۲۵ فوریه ۱۹۹۸   |
| ۱۵۰۱۷۵ | 1998 ED11   | ۱ مارس ۱۹۹۸     |
| ۱۵۰۱۷۶ | 1998 EL20   | ۳ مارس ۱۹۹۸     |
| ۱۵۰۱۷۶ | 1998 FR     | ۱۸ مارس ۱۹۹۸    |
| ۱۵۰۱۷۸ | 1998 FX8    | ۲۲ مارس ۱۹۹۸    |
| ۱۵۰۱۷۹ | 1998 FN15   | ۲۷ مارس ۱۹۹۸    |
| ۱۵۰۱۸۰ | 1998 FT15   | ۲۸ مارس ۱۹۹۸    |
| ۱۵۰۱۸۱ | 1998 FR24   | ۲۰ مارس ۱۹۹۸    |
| ۱۵۰۱۸۲ | 1998 GM7    | ۲ آوریل ۱۹۹۸    |
| ۱۵۰۱۸۳ | 1998 HL6    | ۲۱ آوریل ۱۹۹۸   |
| ۱۵۰۱۸۴ | 1998 HK28   | ۲۳ آوریل ۱۹۹۸   |
| ۱۵۰۱۸۵ | 1998 HO144  | ۲۱ آوریل ۱۹۹۸   |
| ۱۵۰۱۸۶ | 1998 KF43   | ۲۸ مه ۱۹۹۸      |
| ۱۵۰۱۸۷ | 1998 MH7    | ۲۱ ژوئن ۱۹۹۸    |
| ۱۵۰۱۸۸ | 1998 MT16   | ۲۷ ژوئن ۱۹۹۸    |
| ۱۵۰۱۸۹ | 1998 MV38   | ۲۶ ژوئن ۱۹۹۸    |
| ۱۵۰۱۹۰ | 1998 QB5    | ۲۲ اوت ۱۹۹۸     |
| ۱۵۰۱۹۱ | 1998 QL45   | ۱۷ اوت ۱۹۹۸     |
| ۱۵۰۱۹۲ | 1998 QY56   | ۳۰ اوت ۱۹۹۸     |
| ۱۵۰۱۹۳ | 1998 QG88   | ۲۴ اوت ۱۹۹۸     |
| ۱۵۰۱۹۴ | 1998 QB100  | ۲۶ اوت ۱۹۹۸     |
| ۱۵۰۱۹۵ | 1998 QT100  | ۲۶ اوت ۱۹۹۸     |
| ۱۵۰۱۹۶ | 1998 RA4    | ۱۴ سپتامبر ۱۹۹۸ |
| ۱۵۰۱۹۷ | 1998 RS9    | ۱۳ سپتامبر ۱۹۹۸ |
| ۱۵۰۱۹۸ | 1998 RE25   | ۱۴ سپتامبر ۱۹۹۸ |
| ۱۵۰۱۹۹ | 1998 RX34   | ۱۴ سپتامبر ۱۹۹۸ |
| ۱۵۰۲۰۰ | 1998 RR45   | ۱۴ سپتامبر ۱۹۹۸ |
| ۱۵۰۲۰۱ | 1998 RR50   | ۱۴ سپتامبر ۱۹۹۸ |
| ۱۵۰۲۰۲ | 1998 RS56   | ۱۴ سپتامبر ۱۹۹۸ |
| ۱۵۰۲۰۳ | 1998 RF57   | ۱۴ سپتامبر ۱۹۹۸ |
| ۱۵۰۲۰۴ | 1998 RM64   | ۱۴ سپتامبر ۱۹۹۸ |
| ۱۵۰۲۰۵ | 1998 RY76   | ۱۴ سپتامبر ۱۹۹۸ |
| ۱۵۰۲۰۶ | 1998 SN9    | ۱۷ سپتامبر ۱۹۹۸ |
| ۱۵۰۲۰۷ | 1998 SV18   | ۱۸ سپتامبر ۱۹۹۸ |
| ۱۵۰۲۰۸ | 1998 SR50   | ۲۶ سپتامبر ۱۹۹۸ |
| ۱۵۰۲۰۹ | 1998 SW51   | ۲۸ سپتامبر ۱۹۹۸ |
| ۱۵۰۲۱۰ | 1998 ST55   | ۱۶ سپتامبر ۱۹۹۸ |
| ۱۵۰۲۱۱ | 1998 SC76   | ۱۹ سپتامبر ۱۹۹۸ |
| ۱۵۰۲۱۲ | 1998 SV79   | ۲۶ سپتامبر ۱۹۹۸ |
| ۱۵۰۲۱۳ | 1998 SS88   | ۲۶ سپتامبر ۱۹۹۸ |
| ۱۵۰۲۱۴ | 1998 SF106  | ۲۶ سپتامبر ۱۹۹۸ |
| ۱۵۰۲۱۵ | 1998 SP111  | ۲۶ سپتامبر ۱۹۹۸ |
| ۱۵۰۲۱۶ | 1998 SY112  | ۲۶ سپتامبر ۱۹۹۸ |
| ۱۵۰۲۱۷ | 1998 SP113  | ۲۶ سپتامبر ۱۹۹۸ |
| ۱۵۰۲۱۸ | 1998 SN117  | ۲۶ سپتامبر ۱۹۹۸ |
| ۱۵۰۲۱۹ | 1998 SW121  | ۲۶ سپتامبر ۱۹۹۸ |
| ۱۵۰۲۲۰ | 1998 SS134  | ۲۶ سپتامبر ۱۹۹۸ |
| ۱۵۰۲۲۱ | 1998 SX162  | ۲۶ سپتامبر ۱۹۹۸ |
| ۱۵۰۲۲۲ | 1998 TA21   | ۱۳ اکتبر ۱۹۹۸   |
| ۱۵۰۲۲۳ | 1998 TT22   | ۱۳ اکتبر ۱۹۹۸   |
| ۱۵۰۲۲۴ | 1998 UE1    | ۱۹ اکتبر ۱۹۹۸   |
| ۱۵۰۲۲۵ | 1998 UG21   | ۲۸ اکتبر ۱۹۹۸   |
| ۱۵۰۲۲۶ | 1998 UP40   | ۲۸ اکتبر ۱۹۹۸   |
| ۱۵۰۲۲۷ | 1998 UT41   | ۲۸ اکتبر ۱۹۹۸   |
| ۱۵۰۲۲۸ | 1998 VN3    | ۱۰ نوامبر ۱۹۹۸  |
| ۱۵۰۲۲۹ | 1998 VJ22   | ۱۰ نوامبر ۱۹۹۸  |
| ۱۵۰۲۳۰ | 1998 VW28   | ۱۰ نوامبر ۱۹۹۸  |
| ۱۵۰۲۳۱ | 1998 WV28   | ۲۳ نوامبر ۱۹۹۸  |
| ۱۵۰۲۳۲ | 1998 XO1    | ۷ دسامبر ۱۹۹۸   |
| ۱۵۰۲۳۳ | 1998 XM8    | ۱۰ دسامبر ۱۹۹۸  |
| ۱۵۰۲۳۴ | 1998 XW13   | ۱۵ دسامبر ۱۹۹۸  |
| ۱۵۰۲۳۵ | 1998 XO18   | ۸ دسامبر ۱۹۹۸   |
| ۱۵۰۲۳۶ | 1998 XV19   | ۱۰ دسامبر ۱۹۹۸  |
| ۱۵۰۲۳۷ | 1998 XD23   | ۱۱ دسامبر ۱۹۹۸  |
| ۱۵۰۲۳۸ | 1998 YG9    | ۲۳ دسامبر ۱۹۹۸  |
| ۱۵۰۲۳۹ | 1999 AN11   | ۷ ژانویه ۱۹۹۹   |
| ۱۵۰۲۴۰ | 1999 CQ10   | ۱۲ فوریه ۱۹۹۹   |
| ۱۵۰۲۴۱ | 1999 CK39   | ۱۰ فوریه ۱۹۹۹   |
| ۱۵۰۲۴۲ | 1999 CD99   | ۱۰ فوریه ۱۹۹۹   |
| ۱۵۰۲۴۳ | 1999 CH133  | ۷ فوریه ۱۹۹۹    |
| ۱۵۰۲۴۴ | 1999 CZ150  | ۹ فوریه ۱۹۹۹    |
| ۱۵۰۲۴۵ | 1999 FY7    | ۲۰ مارس ۱۹۹۹    |
| ۱۵۰۲۴۶ | 1999 GV1    | ۶ آوریل ۱۹۹۹    |
| ۱۵۰۲۴۷ | 1999 JK30   | ۱۰ مه ۱۹۹۹      |
| ۱۵۰۲۴۸ | 1999 JK59   | ۱۰ مه ۱۹۹۹      |
| ۱۵۰۲۴۹ | 1999 JY82   | ۱۲ مه ۱۹۹۹      |
| ۱۵۰۲۵۰ | 1999 JC99   | ۱۲ مه ۱۹۹۹      |
| ۱۵۰۲۵۱ | 1999 JR99   | ۱۲ مه ۱۹۹۹      |
| ۱۵۰۲۵۲ | 1999 LJ5    | ۱۱ ژوئن ۱۹۹۹    |
| ۱۵۰۲۵۳ | 1999 LQ8    | ۸ ژوئن ۱۹۹۹     |
| ۱۵۰۲۵۴ | 1999 LB31   | ۱۴ ژوئن ۱۹۹۹    |
| ۱۵۰۲۵۵ | 1999 NH2    | ۱۲ ژوئیه ۱۹۹۹   |
| ۱۵۰۲۵۶ | 1999 PN7    | ۳ اوت ۱۹۹۹      |
| ۱۵۰۲۵۷ | 1999 RO7    | ۳ سپتامبر ۱۹۹۹  |
| ۱۵۰۲۵۸ | 1999 RV18   | ۷ سپتامبر ۱۹۹۹  |
| ۱۵۰۲۵۹ | 1999 RD30   | ۸ سپتامبر ۱۹۹۹  |
| ۱۵۰۲۶۰ | 1999 RV67   | ۷ سپتامبر ۱۹۹۹  |
| ۱۵۰۲۶۱ | 1999 RC68   | ۷ سپتامبر ۱۹۹۹  |
| ۱۵۰۲۶۲ | 1999 RN101  | ۱۳ سپتامبر ۱۹۹۹ |
| ۱۵۰۲۶۳ | 1999 RQ108  | ۸ سپتامبر ۱۹۹۹  |
| ۱۵۰۲۶۴ | 1999 RS108  | ۸ سپتامبر ۱۹۹۹  |
| ۱۵۰۲۶۵ | 1999 RW116  | ۹ سپتامبر ۱۹۹۹  |
| ۱۵۰۲۶۶ | 1999 RZ137  | ۹ سپتامبر ۱۹۹۹  |
| ۱۵۰۲۶۷ | 1999 RP139  | ۹ سپتامبر ۱۹۹۹  |
| ۱۵۰۲۶۸ | 1999 RB162  | ۹ سپتامبر ۱۹۹۹  |
| ۱۵۰۲۶۹ | 1999 RB187  | ۹ سپتامبر ۱۹۹۹  |
| ۱۵۰۲۷۰ | 1999 RV187  | ۱۴ سپتامبر ۱۹۹۹ |
| ۱۵۰۲۷۱ | 1999 RO202  | ۸ سپتامبر ۱۹۹۹  |
| ۱۵۰۲۷۲ | 1999 RY204  | ۸ سپتامبر ۱۹۹۹  |
| ۱۵۰۲۷۳ | 1999 RA233  | ۸ سپتامبر ۱۹۹۹  |
| ۱۵۰۲۷۳ | 1999 SS     | ۱۶ سپتامبر ۱۹۹۹ |
| ۱۵۰۲۷۵ | 1999 TR16   | ۱۴ اکتبر ۱۹۹۹   |
| ۱۵۰۲۷۶ | 1999 TH38   | ۱ اکتبر ۱۹۹۹    |
| ۱۵۰۲۷۷ | 1999 TJ45   | ۳ اکتبر ۱۹۹۹    |
| ۱۵۰۲۷۸ | 1999 TP48   | ۴ اکتبر ۱۹۹۹    |
| ۱۵۰۲۷۹ | 1999 TG49   | ۴ اکتبر ۱۹۹۹    |
| ۱۵۰۲۸۰ | 1999 TO57   | ۶ اکتبر ۱۹۹۹    |
| ۱۵۰۲۸۱ | 1999 TT58   | ۶ اکتبر ۱۹۹۹    |
| ۱۵۰۲۸۲ | 1999 TK73   | ۱۰ اکتبر ۱۹۹۹   |
| ۱۵۰۲۸۳ | 1999 TL81   | ۱۲ اکتبر ۱۹۹۹   |
| ۱۵۰۲۸۴ | 1999 TV89   | ۲ اکتبر ۱۹۹۹    |
| ۱۵۰۲۸۵ | 1999 TV94   | ۲ اکتبر ۱۹۹۹    |
| ۱۵۰۲۸۶ | 1999 TA96   | ۲ اکتبر ۱۹۹۹    |
| ۱۵۰۲۸۷ | 1999 TB113  | ۴ اکتبر ۱۹۹۹    |
| ۱۵۰۲۸۸ | 1999 TS116  | ۴ اکتبر ۱۹۹۹    |
| ۱۵۰۲۸۹ | 1999 TX143  | ۷ اکتبر ۱۹۹۹    |
| ۱۵۰۲۹۰ | 1999 TT150  | ۷ اکتبر ۱۹۹۹    |
| ۱۵۰۲۹۱ | 1999 TH158  | ۷ اکتبر ۱۹۹۹    |
| ۱۵۰۲۹۲ | 1999 TJ162  | ۹ اکتبر ۱۹۹۹    |
| ۱۵۰۲۹۳ | 1999 TV167  | ۱۰ اکتبر ۱۹۹۹   |
| ۱۵۰۲۹۴ | 1999 TN179  | ۱۰ اکتبر ۱۹۹۹   |
| ۱۵۰۲۹۵ | 1999 TJ187  | ۱۲ اکتبر ۱۹۹۹   |
| ۱۵۰۲۹۶ | 1999 TR200  | ۱۳ اکتبر ۱۹۹۹   |
| ۱۵۰۲۹۷ | 1999 TN212  | ۱۵ اکتبر ۱۹۹۹   |
| ۱۵۰۲۹۸ | 1999 TH213  | ۱۵ اکتبر ۱۹۹۹   |
| ۱۵۰۲۹۹ | 1999 TU214  | ۱۵ اکتبر ۱۹۹۹   |
| ۱۵۰۳۰۰ | 1999 TZ228  | ۳ اکتبر ۱۹۹۹    |
| ۱۵۰۳۰۱ | 1999 TD234  | ۳ اکتبر ۱۹۹۹    |
| ۱۵۰۳۰۲ | 1999 TX234  | ۳ اکتبر ۱۹۹۹    |
| ۱۵۰۳۰۳ | 1999 TV250  | ۹ اکتبر ۱۹۹۹    |
| ۱۵۰۳۰۴ | 1999 TO259  | ۹ اکتبر ۱۹۹۹    |
| ۱۵۰۳۰۵ | 1999 TH279  | ۷ اکتبر ۱۹۹۹    |
| ۱۵۰۳۰۶ | 1999 TJ295  | ۱ اکتبر ۱۹۹۹    |
| ۱۵۰۳۰۷ | 1999 TR303  | ۴ اکتبر ۱۹۹۹    |
| ۱۵۰۳۰۸ | 1999 TQ320  | ۱۰ اکتبر ۱۹۹۹   |
| ۱۵۰۳۰۹ | 1999 US2    | ۱۹ اکتبر ۱۹۹۹   |
| ۱۵۰۳۱۰ | 1999 UF12   | ۳۱ اکتبر ۱۹۹۹   |
| ۱۵۰۳۱۱ | 1999 UN19   | ۳۰ اکتبر ۱۹۹۹   |
| ۱۵۰۳۱۲ | 1999 UR28   | ۳۱ اکتبر ۱۹۹۹   |
| ۱۵۰۳۱۳ | 1999 UB34   | ۳۱ اکتبر ۱۹۹۹   |
| ۱۵۰۳۱۴ | 1999 UQ54   | ۱۹ اکتبر ۱۹۹۹   |
| ۱۵۰۳۱۵ | 1999 UB58   | ۳۰ اکتبر ۱۹۹۹   |
| ۱۵۰۳۱۶ | 1999 VO1    | ۱ نوامبر ۱۹۹۹   |
| ۱۵۰۳۱۷ | 1999 VQ40   | ۱ نوامبر ۱۹۹۹   |
| ۱۵۰۳۱۸ | 1999 VB43   | ۴ نوامبر ۱۹۹۹   |
| ۱۵۰۳۱۹ | 1999 VA57   | ۴ نوامبر ۱۹۹۹   |
| ۱۵۰۳۲۰ | 1999 VQ64   | ۴ نوامبر ۱۹۹۹   |
| ۱۵۰۳۲۱ | 1999 VN83   | ۲ نوامبر ۱۹۹۹   |
| ۱۵۰۳۲۲ | 1999 VQ84   | ۶ نوامبر ۱۹۹۹   |
| ۱۵۰۳۲۳ | 1999 VV99   | ۹ نوامبر ۱۹۹۹   |
| ۱۵۰۳۲۴ | 1999 VM107  | ۹ نوامبر ۱۹۹۹   |
| ۱۵۰۳۲۵ | 1999 VD112  | ۹ نوامبر ۱۹۹۹   |
| ۱۵۰۳۲۶ | 1999 VO134  | ۱۰ نوامبر ۱۹۹۹  |
| ۱۵۰۳۲۷ | 1999 VY139  | ۱۰ نوامبر ۱۹۹۹  |
| ۱۵۰۳۲۸ | 1999 VU142  | ۱۳ نوامبر ۱۹۹۹  |
| ۱۵۰۳۲۹ | 1999 VZ173  | ۱ نوامبر ۱۹۹۹   |
| ۱۵۰۳۳۰ | 1999 VZ177  | ۶ نوامبر ۱۹۹۹   |
| ۱۵۰۳۳۱ | 1999 VG180  | ۵ نوامبر ۱۹۹۹   |
| ۱۵۰۳۳۲ | 1999 VR183  | ۱۲ نوامبر ۱۹۹۹  |
| ۱۵۰۳۳۳ | 1999 VD189  | ۱۵ نوامبر ۱۹۹۹  |
| ۱۵۰۳۳۴ | 1999 VQ195  | ۳ نوامبر ۱۹۹۹   |
| ۱۵۰۳۳۵ | 1999 VD221  | ۴ نوامبر ۱۹۹۹   |
| ۱۵۰۳۳۶ | 1999 WV10   | ۲۸ نوامبر ۱۹۹۹  |
| ۱۵۰۳۳۷ | 1999 WN12   | ۲۹ نوامبر ۱۹۹۹  |
| ۱۵۰۳۳۸ | 1999 XL15   | ۵ دسامبر ۱۹۹۹   |
| ۱۵۰۳۳۹ | 1999 XX27   | ۶ دسامبر ۱۹۹۹   |
| ۱۵۰۳۴۰ | 1999 XH31   | ۶ دسامبر ۱۹۹۹   |
| ۱۵۰۳۴۱ | 1999 XD61   | ۷ دسامبر ۱۹۹۹   |
| ۱۵۰۳۴۲ | 1999 XJ89   | ۷ دسامبر ۱۹۹۹   |
| ۱۵۰۳۴۳ | 1999 XS99   | ۷ دسامبر ۱۹۹۹   |
| ۱۵۰۳۴۴ | 1999 XO107  | ۴ دسامبر ۱۹۹۹   |
| ۱۵۰۳۴۵ | 1999 XQ187  | ۱۲ دسامبر ۱۹۹۹  |
| ۱۵۰۳۴۶ | 1999 YX4    | ۲۸ دسامبر ۱۹۹۹  |
| ۱۵۰۳۴۷ | 1999 YZ7    | ۲۷ دسامبر ۱۹۹۹  |
| ۱۵۰۳۴۸ | 1999 YU12   | ۳۱ دسامبر ۱۹۹۹  |
| ۱۵۰۳۴۹ | 1999 YB24   | ۱۶ دسامبر ۱۹۹۹  |
| ۱۵۰۳۵۰ | 2000 AD7    | ۲ ژانویه ۲۰۰۰   |
| ۱۵۰۳۵۱ | 2000 AK11   | ۳ ژانویه ۲۰۰۰   |
| ۱۵۰۳۵۲ | 2000 AF12   | ۳ ژانویه ۲۰۰۰   |
| ۱۵۰۳۵۳ | 2000 AL22   | ۳ ژانویه ۲۰۰۰   |
| ۱۵۰۳۵۴ | 2000 AQ39   | ۳ ژانویه ۲۰۰۰   |
| ۱۵۰۳۵۵ | 2000 AU56   | ۴ ژانویه ۲۰۰۰   |
| ۱۵۰۳۵۶ | 2000 AY130  | ۶ ژانویه ۲۰۰۰   |
| ۱۵۰۳۵۷ | 2000 AL160  | ۳ ژانویه ۲۰۰۰   |
| ۱۵۰۳۵۸ | 2000 AZ208  | ۴ ژانویه ۲۰۰۰   |
| ۱۵۰۳۵۹ | 2000 AO229  | ۳ ژانویه ۲۰۰۰   |
| ۱۵۰۳۶۰ | 2000 BE10   | ۲۶ ژانویه ۲۰۰۰  |
| ۱۵۰۳۶۱ | 2000 BZ20   | ۲۹ ژانویه ۲۰۰۰  |
| ۱۵۰۳۶۲ | 2000 BB21   | ۲۹ ژانویه ۲۰۰۰  |
| ۱۵۰۳۶۳ | 2000 BB22   | ۲۹ ژانویه ۲۰۰۰  |
| ۱۵۰۳۶۴ | 2000 CN9    | ۲ فوریه ۲۰۰۰    |
| ۱۵۰۳۶۵ | 2000 CF11   | ۲ فوریه ۲۰۰۰    |
| ۱۵۰۳۶۶ | 2000 CE17   | ۲ فوریه ۲۰۰۰    |
| ۱۵۰۳۶۷ | 2000 CF19   | ۲ فوریه ۲۰۰۰    |
| ۱۵۰۳۶۸ | 2000 CO22   | ۲ فوریه ۲۰۰۰    |
| ۱۵۰۳۶۹ | 2000 CB64   | ۲ فوریه ۲۰۰۰    |
| ۱۵۰۳۷۰ | 2000 CG65   | ۳ فوریه ۲۰۰۰    |
| ۱۵۰۳۷۱ | 2000 CC72   | ۷ فوریه ۲۰۰۰    |
| ۱۵۰۳۷۲ | 2000 CF76   | ۵ فوریه ۲۰۰۰    |
| ۱۵۰۳۷۳ | 2000 CG78   | ۷ فوریه ۲۰۰۰    |
| ۱۵۰۳۷۴ | 2000 CW109  | ۵ فوریه ۲۰۰۰    |
| ۱۵۰۳۷۵ | 2000 CG118  | ۳ فوریه ۲۰۰۰    |
| ۱۵۰۳۷۶ | 2000 DG4    | ۲۸ فوریه ۲۰۰۰   |
| ۱۵۰۳۷۷ | 2000 DO14   | ۲۵ فوریه ۲۰۰۰   |
| ۱۵۰۳۷۸ | 2000 DK26   | ۲۹ فوریه ۲۰۰۰   |
| ۱۵۰۳۷۹ | 2000 DL28   | ۲۹ فوریه ۲۰۰۰   |
| ۱۵۰۳۸۰ | 2000 DE33   | ۲۹ فوریه ۲۰۰۰   |
| ۱۵۰۳۸۱ | 2000 DC37   | ۲۹ فوریه ۲۰۰۰   |
| ۱۵۰۳۸۲ | 2000 DK48   | ۲۹ فوریه ۲۰۰۰   |
| ۱۵۰۳۸۳ | 2000 DX50   | ۲۹ فوریه ۲۰۰۰   |
| ۱۵۰۳۸۴ | 2000 DN59   | ۲۹ فوریه ۲۰۰۰   |
| ۱۵۰۳۸۵ | 2000 DS63   | ۲۹ فوریه ۲۰۰۰   |
| ۱۵۰۳۸۶ | 2000 DP64   | ۲۹ فوریه ۲۰۰۰   |
| ۱۵۰۳۸۷ | 2000 DH77   | ۲۹ فوریه ۲۰۰۰   |
| ۱۵۰۳۸۸ | 2000 DV77   | ۲۹ فوریه ۲۰۰۰   |
| ۱۵۰۳۸۹ | 2000 DZ81   | ۲۸ فوریه ۲۰۰۰   |
| ۱۵۰۳۹۰ | 2000 DZ89   | ۲۷ فوریه ۲۰۰۰   |
| ۱۵۰۳۹۱ | 2000 DP94   | ۲۸ فوریه ۲۰۰۰   |
| ۱۵۰۳۹۲ | 2000 DG97   | ۲۹ فوریه ۲۰۰۰   |
| ۱۵۰۳۹۲ | 2000 EN     | ۲ مارس ۲۰۰۰     |
| ۱۵۰۳۹۴ | 2000 EF6    | ۲ مارس ۲۰۰۰     |
| ۱۵۰۳۹۵ | 2000 ES11   | ۴ مارس ۲۰۰۰     |
| ۱۵۰۳۹۶ | 2000 EP14   | ۵ مارس ۲۰۰۰     |
| ۱۵۰۳۹۷ | 2000 EH40   | ۸ مارس ۲۰۰۰     |
| ۱۵۰۳۹۸ | 2000 EC59   | ۹ مارس ۲۰۰۰     |
| ۱۵۰۳۹۹ | 2000 EO62   | ۱۰ مارس ۲۰۰۰    |
| ۱۵۰۴۰۰ | 2000 ES71   | ۹ مارس ۲۰۰۰     |
| ۱۵۰۴۰۱ | 2000 EZ74   | ۱۱ مارس ۲۰۰۰    |
| ۱۵۰۴۰۲ | 2000 EM75   | ۱۰ مارس ۲۰۰۰    |
| ۱۵۰۴۰۳ | 2000 EV100  | ۱۲ مارس ۲۰۰۰    |
| ۱۵۰۴۰۴ | 2000 EK129  | ۱۱ مارس ۲۰۰۰    |
| ۱۵۰۴۰۵ | 2000 EN132  | ۱۱ مارس ۲۰۰۰    |
| ۱۵۰۴۰۶ | 2000 EW136  | ۱۲ مارس ۲۰۰۰    |
| ۱۵۰۴۰۷ | 2000 EH151  | ۵ مارس ۲۰۰۰     |
| ۱۵۰۴۰۸ | 2000 EZ157  | ۱۲ مارس ۲۰۰۰    |
| ۱۵۰۴۰۹ | 2000 EV172  | ۱ مارس ۲۰۰۰     |
| ۱۵۰۴۱۰ | 2000 ES196  | ۳ مارس ۲۰۰۰     |
| ۱۵۰۴۱۱ | 2000 FW6    | ۲۹ مارس ۲۰۰۰    |
| ۱۵۰۴۱۲ | 2000 FT18   | ۲۹ مارس ۲۰۰۰    |
| ۱۵۰۴۱۳ | 2000 FN21   | ۲۹ مارس ۲۰۰۰    |
| ۱۵۰۴۱۴ | 2000 FA23   | ۲۹ مارس ۲۰۰۰    |
| ۱۵۰۴۱۵ | 2000 FR27   | ۲۷ مارس ۲۰۰۰    |
| ۱۵۰۴۱۶ | 2000 FU52   | ۲۹ مارس ۲۰۰۰    |
| ۱۵۰۴۱۷ | 2000 FX56   | ۲۹ مارس ۲۰۰۰    |
| ۱۵۰۴۱۸ | 2000 FK64   | ۲۹ مارس ۲۰۰۰    |
| ۱۵۰۴۱۸ | 2000 GX     | ۲ آوریل ۲۰۰۰    |
| ۱۵۰۴۲۰ | 2000 GH6    | ۴ آوریل ۲۰۰۰    |
| ۱۵۰۴۲۱ | 2000 GA14   | ۵ آوریل ۲۰۰۰    |
| ۱۵۰۴۲۲ | 2000 GC15   | ۵ آوریل ۲۰۰۰    |
| ۱۵۰۴۲۳ | 2000 GN17   | ۵ آوریل ۲۰۰۰    |
| ۱۵۰۴۲۴ | 2000 GA18   | ۵ آوریل ۲۰۰۰    |
| ۱۵۰۴۲۵ | 2000 GB35   | ۵ آوریل ۲۰۰۰    |
| ۱۵۰۴۲۶ | 2000 GR40   | ۵ آوریل ۲۰۰۰    |
| ۱۵۰۴۲۷ | 2000 GK41   | ۵ آوریل ۲۰۰۰    |
| ۱۵۰۴۲۸ | 2000 GL46   | ۵ آوریل ۲۰۰۰    |
| ۱۵۰۴۲۹ | 2000 GR46   | ۵ آوریل ۲۰۰۰    |
| ۱۵۰۴۳۰ | 2000 GG49   | ۵ آوریل ۲۰۰۰    |
| ۱۵۰۴۳۱ | 2000 GZ49   | ۵ آوریل ۲۰۰۰    |
| ۱۵۰۴۳۲ | 2000 GV56   | ۵ آوریل ۲۰۰۰    |
| ۱۵۰۴۳۳ | 2000 GY75   | ۵ آوریل ۲۰۰۰    |
| ۱۵۰۴۳۴ | 2000 GV83   | ۳ آوریل ۲۰۰۰    |
| ۱۵۰۴۳۵ | 2000 GT98   | ۷ آوریل ۲۰۰۰    |
| ۱۵۰۴۳۶ | 2000 GE99   | ۷ آوریل ۲۰۰۰    |
| ۱۵۰۴۳۷ | 2000 GM101  | ۷ آوریل ۲۰۰۰    |
| ۱۵۰۴۳۸ | 2000 GG117  | ۲ آوریل ۲۰۰۰    |
| ۱۵۰۴۳۹ | 2000 GZ117  | ۲ آوریل ۲۰۰۰    |
| ۱۵۰۴۴۰ | 2000 GR118  | ۳ آوریل ۲۰۰۰    |
| ۱۵۰۴۴۱ | 2000 GU118  | ۳ آوریل ۲۰۰۰    |
| ۱۵۰۴۴۲ | 2000 GN127  | ۱۰ آوریل ۲۰۰۰   |
| ۱۵۰۴۴۳ | 2000 GT139  | ۴ آوریل ۲۰۰۰    |
| ۱۵۰۴۴۴ | 2000 GH146  | ۱۲ آوریل ۲۰۰۰   |
| ۱۵۰۴۴۵ | 2000 GD161  | ۷ آوریل ۲۰۰۰    |
| ۱۵۰۴۴۶ | 2000 GM164  | ۵ آوریل ۲۰۰۰    |
| ۱۵۰۴۴۷ | 2000 GD173  | ۳ آوریل ۲۰۰۰    |
| ۱۵۰۴۴۸ | 2000 GJ176  | ۲ آوریل ۲۰۰۰    |
| ۱۵۰۴۴۹ | 2000 HF1    | ۲۴ آوریل ۲۰۰۰   |
| ۱۵۰۴۵۰ | 2000 HK2    | ۲۵ آوریل ۲۰۰۰   |
| ۱۵۰۴۵۱ | 2000 HC10   | ۲۷ آوریل ۲۰۰۰   |
| ۱۵۰۴۵۲ | 2000 HM39   | ۲۹ آوریل ۲۰۰۰   |
| ۱۵۰۴۵۳ | 2000 HH46   | ۲۹ آوریل ۲۰۰۰   |
| ۱۵۰۴۵۴ | 2000 HX52   | ۲۹ آوریل ۲۰۰۰   |
| ۱۵۰۴۵۵ | 2000 HC54   | ۲۹ آوریل ۲۰۰۰   |
| ۱۵۰۴۵۶ | 2000 HX55   | ۲۴ آوریل ۲۰۰۰   |
| ۱۵۰۴۵۷ | 2000 HG66   | ۲۶ آوریل ۲۰۰۰   |
| ۱۵۰۴۵۸ | 2000 HR68   | ۲۸ آوریل ۲۰۰۰   |
| ۱۵۰۴۵۹ | 2000 HO82   | ۲۹ آوریل ۲۰۰۰   |
| ۱۵۰۴۶۰ | 2000 HG88   | ۲۷ آوریل ۲۰۰۰   |
| ۱۵۰۴۶۱ | 2000 HY89   | ۲۹ آوریل ۲۰۰۰   |
| ۱۵۰۴۶۲ | 2000 JX1    | ۲ مه ۲۰۰۰       |
| ۱۵۰۴۶۳ | 2000 JA9    | ۱ مه ۲۰۰۰       |
| ۱۵۰۴۶۴ | 2000 JH11   | ۳ مه ۲۰۰۰       |
| ۱۵۰۴۶۵ | 2000 JD12   | ۵ مه ۲۰۰۰       |
| ۱۵۰۴۶۶ | 2000 JP34   | ۷ مه ۲۰۰۰       |
| ۱۵۰۴۶۷ | 2000 JC64   | ۱۰ مه ۲۰۰۰      |
| ۱۵۰۴۶۸ | 2000 JY83   | ۵ مه ۲۰۰۰       |
| ۱۵۰۴۶۹ | 2000 KV4    | ۲۷ مه ۲۰۰۰      |
| ۱۵۰۴۷۰ | 2000 KT28   | ۲۸ مه ۲۰۰۰      |
| ۱۵۰۴۷۱ | 2000 KH55   | ۲۷ مه ۲۰۰۰      |
| ۱۵۰۴۷۲ | 2000 KM73   | ۲۸ مه ۲۰۰۰      |
| ۱۵۰۴۷۳ | 2000 KE83   | ۲۴ مه ۲۰۰۰      |
| ۱۵۰۴۷۴ | 2000 LV32   | ۴ ژوئن ۲۰۰۰     |
| ۱۵۰۴۷۵ | 2000 NJ15   | ۵ ژوئیه ۲۰۰۰    |
| ۱۵۰۴۷۶ | 2000 NT22   | ۷ ژوئیه ۲۰۰۰    |
| ۱۵۰۴۷۷ | 2000 OQ21   | ۳۰ ژوئیه ۲۰۰۰   |
| ۱۵۰۴۷۸ | 2000 OS26   | ۲۳ ژوئیه ۲۰۰۰   |
| ۱۵۰۴۷۹ | 2000 OS40   | ۳۰ ژوئیه ۲۰۰۰   |
| ۱۵۰۴۸۰ | 2000 OM46   | ۳۱ ژوئیه ۲۰۰۰   |
| ۱۵۰۴۸۱ | 2000 OR60   | ۲۹ ژوئیه ۲۰۰۰   |
| ۱۵۰۴۸۲ | 2000 PR3    | ۳ اوت ۲۰۰۰      |
| ۱۵۰۴۸۳ | 2000 PQ4    | ۳ اوت ۲۰۰۰      |
| ۱۵۰۴۸۴ | 2000 PM29   | ۱ اوت ۲۰۰۰      |
| ۱۵۰۴۸۵ | 2000 QF2    | ۲۴ اوت ۲۰۰۰     |
| ۱۵۰۴۸۶ | 2000 QT11   | ۲۴ اوت ۲۰۰۰     |
| ۱۵۰۴۸۷ | 2000 QY11   | ۲۴ اوت ۲۰۰۰     |
| ۱۵۰۴۸۸ | 2000 QJ14   | ۲۴ اوت ۲۰۰۰     |
| ۱۵۰۴۸۹ | 2000 QS43   | ۲۴ اوت ۲۰۰۰     |
| ۱۵۰۴۹۰ | 2000 QD44   | ۲۴ اوت ۲۰۰۰     |
| ۱۵۰۴۹۱ | 2000 QN45   | ۲۴ اوت ۲۰۰۰     |
| ۱۵۰۴۹۲ | 2000 QZ70   | ۲۶ اوت ۲۰۰۰     |
| ۱۵۰۴۹۳ | 2000 QV77   | ۲۴ اوت ۲۰۰۰     |
| ۱۵۰۴۹۴ | 2000 QL80   | ۲۴ اوت ۲۰۰۰     |
| ۱۵۰۴۹۵ | 2000 QO88   | ۲۵ اوت ۲۰۰۰     |
| ۱۵۰۴۹۶ | 2000 QD94   | ۲۶ اوت ۲۰۰۰     |
| ۱۵۰۴۹۷ | 2000 QM96   | ۲۸ اوت ۲۰۰۰     |
| ۱۵۰۴۹۸ | 2000 QV111  | ۲۴ اوت ۲۰۰۰     |
| ۱۵۰۴۹۹ | 2000 QV117  | ۲۹ اوت ۲۰۰۰     |
| ۱۵۰۵۰۰ | 2000 QD125  | ۳۱ اوت ۲۰۰۰     |
| ۱۵۰۵۰۱ | 2000 QU125  | ۳۱ اوت ۲۰۰۰     |
| ۱۵۰۵۰۲ | 2000 QZ169  | ۳۱ اوت ۲۰۰۰     |
| ۱۵۰۵۰۳ | 2000 QR171  | ۳۱ اوت ۲۰۰۰     |
| ۱۵۰۵۰۴ | 2000 QT190  | ۲۶ اوت ۲۰۰۰     |
| ۱۵۰۵۰۵ | 2000 QR196  | ۲۹ اوت ۲۰۰۰     |
| ۱۵۰۵۰۶ | 2000 QZ201  | ۲۹ اوت ۲۰۰۰     |
| ۱۵۰۵۰۷ | 2000 QY209  | ۳۱ اوت ۲۰۰۰     |
| ۱۵۰۵۰۸ | 2000 QT220  | ۲۱ اوت ۲۰۰۰     |
| ۱۵۰۵۰۹ | 2000 QK237  | ۲۷ اوت ۲۰۰۰     |
| ۱۵۰۵۱۰ | 2000 QQ247  | ۲۸ اوت ۲۰۰۰     |
| ۱۵۰۵۱۱ | 2000 QU252  | ۲۹ اوت ۲۰۰۰     |
| ۱۵۰۵۱۲ | 2000 QQ254  | ۲۱ اوت ۲۰۰۰     |
| ۱۵۰۵۱۳ | 2000 RL17   | ۱ سپتامبر ۲۰۰۰  |
| ۱۵۰۵۱۴ | 2000 RQ25   | ۱ سپتامبر ۲۰۰۰  |
| ۱۵۰۵۱۵ | 2000 RA30   | ۱ سپتامبر ۲۰۰۰  |
| ۱۵۰۵۱۶ | 2000 RD32   | ۱ سپتامبر ۲۰۰۰  |
| ۱۵۰۵۱۷ | 2000 RF54   | ۱ سپتامبر ۲۰۰۰  |
| ۱۵۰۵۱۸ | 2000 RK85   | ۲ سپتامبر ۲۰۰۰  |
| ۱۵۰۵۱۹ | 2000 RR89   | ۳ سپتامبر ۲۰۰۰  |
| ۱۵۰۵۲۰ | 2000 RF107  | ۳ سپتامبر ۲۰۰۰  |
| ۱۵۰۵۲۱ | 2000 SK1    | ۱۸ سپتامبر ۲۰۰۰ |
| ۱۵۰۵۲۲ | 2000 SU14   | ۲۳ سپتامبر ۲۰۰۰ |
| ۱۵۰۵۲۳ | 2000 SH15   | ۲۳ سپتامبر ۲۰۰۰ |
| ۱۵۰۵۲۴ | 2000 SY21   | ۲۴ سپتامبر ۲۰۰۰ |
| ۱۵۰۵۲۵ | 2000 SQ32   | ۲۴ سپتامبر ۲۰۰۰ |
| ۱۵۰۵۲۶ | 2000 SW43   | ۲۲ سپتامبر ۲۰۰۰ |
| ۱۵۰۵۲۷ | 2000 SY45   | ۲۲ سپتامبر ۲۰۰۰ |
| ۱۵۰۵۲۸ | 2000 SF47   | ۲۳ سپتامبر ۲۰۰۰ |
| ۱۵۰۵۲۹ | 2000 SK49   | ۲۳ سپتامبر ۲۰۰۰ |
| ۱۵۰۵۳۰ | 2000 SN50   | ۲۳ سپتامبر ۲۰۰۰ |
| ۱۵۰۵۳۱ | 2000 SR50   | ۲۳ سپتامبر ۲۰۰۰ |
| ۱۵۰۵۳۲ | 2000 SQ53   | ۲۴ سپتامبر ۲۰۰۰ |
| ۱۵۰۵۳۳ | 2000 SE57   | ۲۴ سپتامبر ۲۰۰۰ |
| ۱۵۰۵۳۴ | 2000 SK57   | ۲۴ سپتامبر ۲۰۰۰ |
| ۱۵۰۵۳۵ | 2000 SH62   | ۲۴ سپتامبر ۲۰۰۰ |
| ۱۵۰۵۳۶ | 2000 SG77   | ۲۴ سپتامبر ۲۰۰۰ |
| ۱۵۰۵۳۷ | 2000 SV77   | ۲۴ سپتامبر ۲۰۰۰ |
| ۱۵۰۵۳۸ | 2000 SZ102  | ۲۴ سپتامبر ۲۰۰۰ |
| ۱۵۰۵۳۹ | 2000 SS128  | ۲۴ سپتامبر ۲۰۰۰ |
| ۱۵۰۵۴۰ | 2000 SR133  | ۲۳ سپتامبر ۲۰۰۰ |
| ۱۵۰۵۴۱ | 2000 ST142  | ۲۳ سپتامبر ۲۰۰۰ |
| ۱۵۰۵۴۲ | 2000 SW157  | ۲۷ سپتامبر ۲۰۰۰ |
| ۱۵۰۵۴۳ | 2000 ST161  | ۲۰ سپتامبر ۲۰۰۰ |
| ۱۵۰۵۴۴ | 2000 SG164  | ۲۵ سپتامبر ۲۰۰۰ |
| ۱۵۰۵۴۵ | 2000 SR166  | ۲۳ سپتامبر ۲۰۰۰ |
| ۱۵۰۵۴۶ | 2000 SD168  | ۲۳ سپتامبر ۲۰۰۰ |
| ۱۵۰۵۴۷ | 2000 ST174  | ۲۸ سپتامبر ۲۰۰۰ |
| ۱۵۰۵۴۸ | 2000 SE176  | ۲۸ سپتامبر ۲۰۰۰ |
| ۱۵۰۵۴۹ | 2000 SQ181  | ۱۹ سپتامبر ۲۰۰۰ |
| ۱۵۰۵۵۰ | 2000 SV182  | ۲۰ سپتامبر ۲۰۰۰ |
| ۱۵۰۵۵۱ | 2000 SY193  | ۲۴ سپتامبر ۲۰۰۰ |
| ۱۵۰۵۵۲ | 2000 SC194  | ۲۴ سپتامبر ۲۰۰۰ |
| ۱۵۰۵۵۳ | 2000 SM196  | ۲۴ سپتامبر ۲۰۰۰ |
| ۱۵۰۵۵۴ | 2000 SS204  | ۲۴ سپتامبر ۲۰۰۰ |
| ۱۵۰۵۵۵ | 2000 SK206  | ۲۴ سپتامبر ۲۰۰۰ |
| ۱۵۰۵۵۶ | 2000 ST206  | ۲۴ سپتامبر ۲۰۰۰ |
| ۱۵۰۵۵۷ | 2000 SQ215  | ۲۶ سپتامبر ۲۰۰۰ |
| ۱۵۰۵۵۸ | 2000 SY235  | ۲۴ سپتامبر ۲۰۰۰ |
| ۱۵۰۵۵۹ | 2000 SA236  | ۲۴ سپتامبر ۲۰۰۰ |
| ۱۵۰۵۶۰ | 2000 SF246  | ۲۴ سپتامبر ۲۰۰۰ |
| ۱۵۰۵۶۱ | 2000 SL246  | ۲۴ سپتامبر ۲۰۰۰ |
| ۱۵۰۵۶۲ | 2000 SR249  | ۲۴ سپتامبر ۲۰۰۰ |
| ۱۵۰۵۶۳ | 2000 ST276  | ۳۰ سپتامبر ۲۰۰۰ |
| ۱۵۰۵۶۴ | 2000 SV284  | ۲۳ سپتامبر ۲۰۰۰ |
| ۱۵۰۵۶۵ | 2000 SY305  | ۳۰ سپتامبر ۲۰۰۰ |
| ۱۵۰۵۶۶ | 2000 SG313  | ۲۷ سپتامبر ۲۰۰۰ |
| ۱۵۰۵۶۷ | 2000 SO336  | ۲۶ سپتامبر ۲۰۰۰ |
| ۱۵۰۵۶۸ | 2000 SC341  | ۲۴ سپتامبر ۲۰۰۰ |
| ۱۵۰۵۶۹ | 2000 ST348  | ۳۰ سپتامبر ۲۰۰۰ |
| ۱۵۰۵۷۰ | 2000 SE352  | ۳۰ سپتامبر ۲۰۰۰ |
| ۱۵۰۵۷۱ | 2000 SE368  | ۲۱ سپتامبر ۲۰۰۰ |
| ۱۵۰۵۷۲ | 2000 TQ10   | ۱ اکتبر ۲۰۰۰    |
| ۱۵۰۵۷۳ | 2000 TK34   | ۶ اکتبر ۲۰۰۰    |
| ۱۵۰۵۷۴ | 2000 TR36   | ۶ اکتبر ۲۰۰۰    |
| ۱۵۰۵۷۵ | 2000 TM41   | ۱ اکتبر ۲۰۰۰    |
| ۱۵۰۵۷۶ | 2000 TP49   | ۱ اکتبر ۲۰۰۰    |
| ۱۵۰۵۷۷ | 2000 UQ19   | ۲۶ اکتبر ۲۰۰۰   |
| ۱۵۰۵۷۸ | 2000 UU20   | ۲۴ اکتبر ۲۰۰۰   |
| ۱۵۰۵۷۹ | 2000 UJ21   | ۲۴ اکتبر ۲۰۰۰   |
| ۱۵۰۵۸۰ | 2000 UY39   | ۲۴ اکتبر ۲۰۰۰   |
| ۱۵۰۵۸۱ | 2000 UE68   | ۲۵ اکتبر ۲۰۰۰   |
| ۱۵۰۵۸۲ | 2000 UP69   | ۲۵ اکتبر ۲۰۰۰   |
| ۱۵۰۵۸۳ | 2000 UH75   | ۳۱ اکتبر ۲۰۰۰   |
| ۱۵۰۵۸۴ | 2000 VC45   | ۱ نوامبر ۲۰۰۰   |
| ۱۵۰۵۸۵ | 2000 WN9    | ۲۲ نوامبر ۲۰۰۰  |
| ۱۵۰۵۸۶ | 2000 WQ16   | ۲۱ نوامبر ۲۰۰۰  |
| ۱۵۰۵۸۷ | 2000 WF26   | ۲۱ نوامبر ۲۰۰۰  |
| ۱۵۰۵۸۸ | 2000 WS26   | ۲۵ نوامبر ۲۰۰۰  |
| ۱۵۰۵۸۹ | 2000 WV41   | ۲۰ نوامبر ۲۰۰۰  |
| ۱۵۰۵۹۰ | 2000 WQ75   | ۲۰ نوامبر ۲۰۰۰  |
| ۱۵۰۵۹۱ | 2000 WF94   | ۲۱ نوامبر ۲۰۰۰  |
| ۱۵۰۵۹۲ | 2000 WG99   | ۲۱ نوامبر ۲۰۰۰  |
| ۱۵۰۵۹۳ | 2000 WM129  | ۱۹ نوامبر ۲۰۰۰  |
| ۱۵۰۵۹۴ | 2000 WY129  | ۱۹ نوامبر ۲۰۰۰  |
| ۱۵۰۵۹۵ | 2000 WK132  | ۱۹ نوامبر ۲۰۰۰  |
| ۱۵۰۵۹۶ | 2000 WE136  | ۲۰ نوامبر ۲۰۰۰  |
| ۱۵۰۵۹۷ | 2000 WA140  | ۲۱ نوامبر ۲۰۰۰  |
| ۱۵۰۵۹۸ | 2000 WS145  | ۲۲ نوامبر ۲۰۰۰  |
| ۱۵۰۵۹۹ | 2000 WK161  | ۲۰ نوامبر ۲۰۰۰  |
| ۱۵۰۶۰۰ | 2000 WB175  | ۲۶ نوامبر ۲۰۰۰  |
| ۱۵۰۶۰۱ | 2000 WR181  | ۲۳ نوامبر ۲۰۰۰  |
| ۱۵۰۶۰۲ | 2000 WV183  | ۳۰ نوامبر ۲۰۰۰  |
| ۱۵۰۶۰۳ | 2000 XV3    | ۱ دسامبر ۲۰۰۰   |
| ۱۵۰۶۰۴ | 2000 XY8    | ۱ دسامبر ۲۰۰۰   |
| ۱۵۰۶۰۵ | 2000 XV11   | ۴ دسامبر ۲۰۰۰   |
| ۱۵۰۶۰۶ | 2000 XN30   | ۴ دسامبر ۲۰۰۰   |
| ۱۵۰۶۰۷ | 2000 XT32   | ۴ دسامبر ۲۰۰۰   |
| ۱۵۰۶۰۸ | 2000 XG40   | ۵ دسامبر ۲۰۰۰   |
| ۱۵۰۶۰۹ | 2000 XY44   | ۸ دسامبر ۲۰۰۰   |
| ۱۵۰۶۱۰ | 2000 YY10   | ۲۲ دسامبر ۲۰۰۰  |
| ۱۵۰۶۱۱ | 2000 YR12   | ۲۳ دسامبر ۲۰۰۰  |
| ۱۵۰۶۱۲ | 2000 YJ36   | ۳۰ دسامبر ۲۰۰۰  |
| ۱۵۰۶۱۳ | 2000 YF39   | ۳۰ دسامبر ۲۰۰۰  |
| ۱۵۰۶۱۴ | 2000 YA42   | ۳۰ دسامبر ۲۰۰۰  |
| ۱۵۰۶۱۵ | 2000 YS42   | ۳۰ دسامبر ۲۰۰۰  |
| ۱۵۰۶۱۶ | 2000 YV43   | ۳۰ دسامبر ۲۰۰۰  |
| ۱۵۰۶۱۷ | 2000 YM53   | ۳۰ دسامبر ۲۰۰۰  |
| ۱۵۰۶۱۸ | 2000 YO64   | ۳۰ دسامبر ۲۰۰۰  |
| ۱۵۰۶۱۹ | 2000 YM69   | ۳۰ دسامبر ۲۰۰۰  |
| ۱۵۰۶۲۰ | 2000 YM71   | ۳۰ دسامبر ۲۰۰۰  |
| ۱۵۰۶۲۱ | 2000 YA79   | ۳۰ دسامبر ۲۰۰۰  |
| ۱۵۰۶۲۲ | 2000 YD81   | ۳۰ دسامبر ۲۰۰۰  |
| ۱۵۰۶۲۳ | 2000 YF110  | ۳۰ دسامبر ۲۰۰۰  |
| ۱۵۰۶۲۴ | 2000 YF125  | ۲۹ دسامبر ۲۰۰۰  |
| ۱۵۰۶۲۵ | 2000 YN130  | ۳۰ دسامبر ۲۰۰۰  |
| ۱۵۰۶۲۶ | 2001 AG7    | ۲ ژانویه ۲۰۰۱   |
| ۱۵۰۶۲۷ | 2001 AU26   | ۵ ژانویه ۲۰۰۱   |
| ۱۵۰۶۲۸ | 2001 AX32   | ۴ ژانویه ۲۰۰۱   |
| ۱۵۰۶۲۹ | 2001 AU40   | ۳ ژانویه ۲۰۰۱   |
| ۱۵۰۶۳۰ | 2001 AQ45   | ۱۵ ژانویه ۲۰۰۱  |
| ۱۵۰۶۳۱ | 2001 AK48   | ۱۵ ژانویه ۲۰۰۱  |
| ۱۵۰۶۳۲ | 2001 BY6    | ۱۹ ژانویه ۲۰۰۱  |
| ۱۵۰۶۳۳ | 2001 BE8    | ۱۹ ژانویه ۲۰۰۱  |
| ۱۵۰۶۳۴ | 2001 BY25   | ۲۰ ژانویه ۲۰۰۱  |
| ۱۵۰۶۳۵ | 2001 BM40   | ۲۱ ژانویه ۲۰۰۱  |
| ۱۵۰۶۳۶ | 2001 BR50   | ۲۷ ژانویه ۲۰۰۱  |
| ۱۵۰۶۳۷ | 2001 BL55   | ۱۹ ژانویه ۲۰۰۱  |
| ۱۵۰۶۳۸ | 2001 BO80   | ۲۰ ژانویه ۲۰۰۱  |
| ۱۵۰۶۳۹ | 2001 CX8    | ۱ فوریه ۲۰۰۱    |
| ۱۵۰۶۴۰ | 2001 CQ20   | ۳ فوریه ۲۰۰۱    |
| ۱۵۰۶۴۱ | 2001 CU25   | ۱ فوریه ۲۰۰۱    |
| ۱۵۰۶۴۲ | 2001 CZ31   | ۳ فوریه ۲۰۰۱    |
| ۱۵۰۶۴۳ | 2001 CB39   | ۱۳ فوریه ۲۰۰۱   |
| ۱۵۰۶۴۴ | 2001 DR27   | ۱۷ فوریه ۲۰۰۱   |
| ۱۵۰۶۴۵ | 2001 DF35   | ۱۹ فوریه ۲۰۰۱   |
| ۱۵۰۶۴۶ | 2001 DX36   | ۱۹ فوریه ۲۰۰۱   |
| ۱۵۰۶۴۷ | 2001 DU71   | ۱۹ فوریه ۲۰۰۱   |
| ۱۵۰۶۴۸ | 2001 DA74   | ۱۹ فوریه ۲۰۰۱   |
| ۱۵۰۶۴۹ | 2001 DK88   | ۲۵ فوریه ۲۰۰۱   |
| ۱۵۰۶۵۰ | 2001 DN91   | ۲۰ فوریه ۲۰۰۱   |
| ۱۵۰۶۵۱ | 2001 DR94   | ۱۹ فوریه ۲۰۰۱   |
| ۱۵۰۶۵۲ | 2001 DG98   | ۱۷ فوریه ۲۰۰۱   |
| ۱۵۰۶۵۳ | 2001 DT100  | ۱۶ فوریه ۲۰۰۱   |
| ۱۵۰۶۵۴ | 2001 DR105  | ۱۶ فوریه ۲۰۰۱   |
| ۱۵۰۶۵۵ | 2001 EO2    | ۱ مارس ۲۰۰۱     |
| ۱۵۰۶۵۶ | 2001 EE6    | ۲ مارس ۲۰۰۱     |
| ۱۵۰۶۵۷ | 2001 EJ21   | ۱۵ مارس ۲۰۰۱    |
| ۱۵۰۶۵۸ | 2001 FN39   | ۱۸ مارس ۲۰۰۱    |
| ۱۵۰۶۵۹ | 2001 FY74   | ۱۹ مارس ۲۰۰۱    |
| ۱۵۰۶۶۰ | 2001 FG106  | ۱۸ مارس ۲۰۰۱    |
| ۱۵۰۶۶۱ | 2001 FU188  | ۱۶ مارس ۲۰۰۱    |
| ۱۵۰۶۶۲ | 2001 HG37   | ۲۹ آوریل ۲۰۰۱   |
| ۱۵۰۶۶۳ | 2001 JN6    | ۱۴ مه ۲۰۰۱      |
| ۱۵۰۶۶۴ | 2001 KQ18   | ۲۱ مه ۲۰۰۱      |
| ۱۵۰۶۶۵ | 2001 KE22   | ۱۷ مه ۲۰۰۱      |
| ۱۵۰۶۶۶ | 2001 KH41   | ۲۳ مه ۲۰۰۱      |
| ۱۵۰۶۶۷ | 2001 KV66   | ۳۰ مه ۲۰۰۱      |
| ۱۵۰۶۶۸ | 2001 MP4    | ۱۷ ژوئن ۲۰۰۱    |
| ۱۵۰۶۶۹ | 2001 MZ9    | ۲۳ ژوئن ۲۰۰۱    |
| ۱۵۰۶۷۰ | 2001 MX17   | ۲۸ ژوئن ۲۰۰۱    |
| ۱۵۰۶۷۱ | 2001 MZ20   | ۲۶ ژوئن ۲۰۰۱    |
| ۱۵۰۶۷۲ | 2001 MJ28   | ۲۴ ژوئن ۲۰۰۱    |
| ۱۵۰۶۷۳ | 2001 NW4    | ۱۳ ژوئیه ۲۰۰۱   |
| ۱۵۰۶۷۴ | 2001 NK12   | ۱۳ ژوئیه ۲۰۰۱   |
| ۱۵۰۶۷۵ | 2001 NF16   | ۱۴ ژوئیه ۲۰۰۱   |
| ۱۵۰۶۷۶ | 2001 OY1    | ۱۸ ژوئیه ۲۰۰۱   |
| ۱۵۰۶۷۷ | 2001 OP8    | ۱۷ ژوئیه ۲۰۰۱   |
| ۱۵۰۶۷۸ | 2001 OY8    | ۲۰ ژوئیه ۲۰۰۱   |
| ۱۵۰۶۷۹ | 2001 OB10   | ۱۹ ژوئیه ۲۰۰۱   |
| ۱۵۰۶۸۰ | 2001 OZ42   | ۲۲ ژوئیه ۲۰۰۱   |
| ۱۵۰۶۸۱ | 2001 OX47   | ۱۶ ژوئیه ۲۰۰۱   |
| ۱۵۰۶۸۲ | 2001 OS49   | ۱۷ ژوئیه ۲۰۰۱   |
| ۱۵۰۶۸۳ | 2001 OE51   | ۲۱ ژوئیه ۲۰۰۱   |
| ۱۵۰۶۸۴ | 2001 OB60   | ۲۱ ژوئیه ۲۰۰۱   |
| ۱۵۰۶۸۵ | 2001 OP62   | ۲۰ ژوئیه ۲۰۰۱   |
| ۱۵۰۶۸۶ | 2001 OR62   | ۲۰ ژوئیه ۲۰۰۱   |
| ۱۵۰۶۸۷ | 2001 OR65   | ۲۸ ژوئیه ۲۰۰۱   |
| ۱۵۰۶۸۸ | 2001 OJ67   | ۲۶ ژوئیه ۲۰۰۱   |
| ۱۵۰۶۸۹ | 2001 OP69   | ۱۹ ژوئیه ۲۰۰۱   |
| ۱۵۰۶۹۰ | 2001 OO74   | ۲۹ ژوئیه ۲۰۰۱   |
| ۱۵۰۶۹۱ | 2001 OW86   | ۲۹ ژوئیه ۲۰۰۱   |
| ۱۵۰۶۹۲ | 2001 OL89   | ۲۲ ژوئیه ۲۰۰۱   |
| ۱۵۰۶۹۳ | 2001 OH95   | ۳۰ ژوئیه ۲۰۰۱   |
| ۱۵۰۶۹۴ | 2001 OM96   | ۲۴ ژوئیه ۲۰۰۱   |
| ۱۵۰۶۹۵ | 2001 OJ98   | ۲۵ ژوئیه ۲۰۰۱   |
| ۱۵۰۶۹۶ | 2001 OE102  | ۲۸ ژوئیه ۲۰۰۱   |
| ۱۵۰۶۹۷ | 2001 PS2    | ۳ اوت ۲۰۰۱      |
| ۱۵۰۶۹۸ | 2001 PG7    | ۱۱ اوت ۲۰۰۱     |
| ۱۵۰۶۹۹ | 2001 PU8    | ۱۱ اوت ۲۰۰۱     |
| ۱۵۰۷۰۰ | 2001 PB20   | ۱۰ اوت ۲۰۰۱     |
| ۱۵۰۷۰۱ | 2001 PT21   | ۱۰ اوت ۲۰۰۱     |
| ۱۵۰۷۰۲ | 2001 PT22   | ۱۰ اوت ۲۰۰۱     |
| ۱۵۰۷۰۳ | 2001 PK32   | ۱۰ اوت ۲۰۰۱     |
| ۱۵۰۷۰۴ | 2001 PE37   | ۱۱ اوت ۲۰۰۱     |
| ۱۵۰۷۰۵ | 2001 PC38   | ۱۱ اوت ۲۰۰۱     |
| ۱۵۰۷۰۶ | 2001 PZ43   | ۱۴ اوت ۲۰۰۱     |
| ۱۵۰۷۰۷ | 2001 PG45   | ۱۱ اوت ۲۰۰۱     |
| ۱۵۰۷۰۸ | 2001 PK58   | ۱۴ اوت ۲۰۰۱     |
| ۱۵۰۷۰۹ | 2001 PF61   | ۱۳ اوت ۲۰۰۱     |
| ۱۵۰۷۱۰ | 2001 PX61   | ۱۳ اوت ۲۰۰۱     |
| ۱۵۰۷۱۱ | 2001 PE62   | ۱۳ اوت ۲۰۰۱     |
| ۱۵۰۷۱۱ | 2001 QD     | ۱۶ اوت ۲۰۰۱     |
| ۱۵۰۷۱۱ | 2001 QF     | ۱۶ اوت ۲۰۰۱     |
| ۱۵۰۷۱۴ | 2001 QL4    | ۱۶ اوت ۲۰۰۱     |
| ۱۵۰۷۱۵ | 2001 QJ5    | ۱۶ اوت ۲۰۰۱     |
| ۱۵۰۷۱۶ | 2001 QN5    | ۱۶ اوت ۲۰۰۱     |
| ۱۵۰۷۱۷ | 2001 QT7    | ۱۶ اوت ۲۰۰۱     |
| ۱۵۰۷۱۸ | 2001 QT13   | ۱۶ اوت ۲۰۰۱     |
| ۱۵۰۷۱۹ | 2001 QQ17   | ۱۶ اوت ۲۰۰۱     |
| ۱۵۰۷۲۰ | 2001 QB19   | ۱۶ اوت ۲۰۰۱     |
| ۱۵۰۷۲۱ | 2001 QN21   | ۱۶ اوت ۲۰۰۱     |
| ۱۵۰۷۲۲ | 2001 QJ22   | ۱۶ اوت ۲۰۰۱     |
| ۱۵۰۷۲۳ | 2001 QF24   | ۱۶ اوت ۲۰۰۱     |
| ۱۵۰۷۲۴ | 2001 QB32   | ۱۷ اوت ۲۰۰۱     |
| ۱۵۰۷۲۵ | 2001 QD32   | ۱۷ اوت ۲۰۰۱     |
| ۱۵۰۷۲۶ | 2001 QL36   | ۱۶ اوت ۲۰۰۱     |
| ۱۵۰۷۲۷ | 2001 QP38   | ۱۶ اوت ۲۰۰۱     |
| ۱۵۰۷۲۸ | 2001 QK39   | ۱۶ اوت ۲۰۰۱     |
| ۱۵۰۷۲۹ | 2001 QG40   | ۱۶ اوت ۲۰۰۱     |
| ۱۵۰۷۳۰ | 2001 QN44   | ۱۶ اوت ۲۰۰۱     |
| ۱۵۰۷۳۱ | 2001 QW45   | ۱۶ اوت ۲۰۰۱     |
| ۱۵۰۷۳۲ | 2001 QG46   | ۱۶ اوت ۲۰۰۱     |
| ۱۵۰۷۳۳ | 2001 QR49   | ۱۶ اوت ۲۰۰۱     |
| ۱۵۰۷۳۴ | 2001 QG50   | ۱۶ اوت ۲۰۰۱     |
| ۱۵۰۷۳۵ | 2001 QX50   | ۱۶ اوت ۲۰۰۱     |
| ۱۵۰۷۳۶ | 2001 QW51   | ۱۶ اوت ۲۰۰۱     |
| ۱۵۰۷۳۷ | 2001 QA55   | ۱۶ اوت ۲۰۰۱     |
| ۱۵۰۷۳۸ | 2001 QP62   | ۱۶ اوت ۲۰۰۱     |
| ۱۵۰۷۳۹ | 2001 QA67   | ۱۸ اوت ۲۰۰۱     |
| ۱۵۰۷۴۰ | 2001 QF69   | ۱۷ اوت ۲۰۰۱     |
| ۱۵۰۷۴۱ | 2001 QE85   | ۱۹ اوت ۲۰۰۱     |
| ۱۵۰۷۴۲ | 2001 QY85   | ۲۲ اوت ۲۰۰۱     |
| ۱۵۰۷۴۳ | 2001 QS87   | ۲۱ اوت ۲۰۰۱     |
| ۱۵۰۷۴۴ | 2001 QE94   | ۲۰ اوت ۲۰۰۱     |
| ۱۵۰۷۴۵ | 2001 QU113  | ۲۶ اوت ۲۰۰۱     |
| ۱۵۰۷۴۶ | 2001 QH118  | ۱۷ اوت ۲۰۰۱     |
| ۱۵۰۷۴۷ | 2001 QL118  | ۱۷ اوت ۲۰۰۱     |
| ۱۵۰۷۴۸ | 2001 QT119  | ۱۸ اوت ۲۰۰۱     |
| ۱۵۰۷۴۹ | 2001 QJ120  | ۱۸ اوت ۲۰۰۱     |
| ۱۵۰۷۵۰ | 2001 QS123  | ۱۹ اوت ۲۰۰۱     |
| ۱۵۰۷۵۱ | 2001 QK125  | ۱۹ اوت ۲۰۰۱     |
| ۱۵۰۷۵۲ | 2001 QE131  | ۲۰ اوت ۲۰۰۱     |
| ۱۵۰۷۵۳ | 2001 QS134  | ۲۲ اوت ۲۰۰۱     |
| ۱۵۰۷۵۴ | 2001 QJ139  | ۲۲ اوت ۲۰۰۱     |
| ۱۵۰۷۵۵ | 2001 QP140  | ۲۲ اوت ۲۰۰۱     |
| ۱۵۰۷۵۶ | 2001 QB148  | ۲۰ اوت ۲۰۰۱     |
| ۱۵۰۷۵۷ | 2001 QX154  | ۲۳ اوت ۲۰۰۱     |
| ۱۵۰۷۵۸ | 2001 QV155  | ۲۳ اوت ۲۰۰۱     |
| ۱۵۰۷۵۹ | 2001 QE157  | ۲۳ اوت ۲۰۰۱     |
| ۱۵۰۷۶۰ | 2001 QO161  | ۲۳ اوت ۲۰۰۱     |
| ۱۵۰۷۶۱ | 2001 QA180  | ۲۵ اوت ۲۰۰۱     |
| ۱۵۰۷۶۲ | 2001 QD197  | ۲۲ اوت ۲۰۰۱     |
| ۱۵۰۷۶۳ | 2001 QM201  | ۲۲ اوت ۲۰۰۱     |
| ۱۵۰۷۶۴ | 2001 QY204  | ۲۳ اوت ۲۰۰۱     |
| ۱۵۰۷۶۵ | 2001 QE210  | ۲۳ اوت ۲۰۰۱     |
| ۱۵۰۷۶۶ | 2001 QB212  | ۲۳ اوت ۲۰۰۱     |
| ۱۵۰۷۶۷ | 2001 QQ216  | ۲۳ اوت ۲۰۰۱     |
| ۱۵۰۷۶۸ | 2001 QE218  | ۲۳ اوت ۲۰۰۱     |
| ۱۵۰۷۶۹ | 2001 QX227  | ۲۴ اوت ۲۰۰۱     |
| ۱۵۰۷۷۰ | 2001 QX234  | ۲۴ اوت ۲۰۰۱     |
| ۱۵۰۷۷۱ | 2001 QX236  | ۲۴ اوت ۲۰۰۱     |
| ۱۵۰۷۷۲ | 2001 QV237  | ۲۴ اوت ۲۰۰۱     |
| ۱۵۰۷۷۳ | 2001 QJ240  | ۲۴ اوت ۲۰۰۱     |
| ۱۵۰۷۷۴ | 2001 QD245  | ۲۴ اوت ۲۰۰۱     |
| ۱۵۰۷۷۵ | 2001 QY248  | ۲۴ اوت ۲۰۰۱     |
| ۱۵۰۷۷۶ | 2001 QG256  | ۲۵ اوت ۲۰۰۱     |
| ۱۵۰۷۷۷ | 2001 QW263  | ۲۵ اوت ۲۰۰۱     |
| ۱۵۰۷۷۸ | 2001 QY267  | ۲۰ اوت ۲۰۰۱     |
| ۱۵۰۷۷۹ | 2001 QO268  | ۲۰ اوت ۲۰۰۱     |
| ۱۵۰۷۸۰ | 2001 QM272  | ۱۹ اوت ۲۰۰۱     |
| ۱۵۰۷۸۱ | 2001 QO282  | ۱۹ اوت ۲۰۰۱     |
| ۱۵۰۷۸۲ | 2001 QH291  | ۱۶ اوت ۲۰۰۱     |
| ۱۵۰۷۸۳ | 2001 QC328  | ۲۳ اوت ۲۰۰۱     |
| ۱۵۰۷۸۴ | 2001 RG6    | ۹ سپتامبر ۲۰۰۱  |
| ۱۵۰۷۸۵ | 2001 RJ19   | ۷ سپتامبر ۲۰۰۱  |
| ۱۵۰۷۸۶ | 2001 RT19   | ۷ سپتامبر ۲۰۰۱  |
| ۱۵۰۷۸۷ | 2001 RZ21   | ۷ سپتامبر ۲۰۰۱  |
| ۱۵۰۷۸۸ | 2001 RT26   | ۷ سپتامبر ۲۰۰۱  |
| ۱۵۰۷۸۹ | 2001 RM31   | ۷ سپتامبر ۲۰۰۱  |
| ۱۵۰۷۹۰ | 2001 RM33   | ۸ سپتامبر ۲۰۰۱  |
| ۱۵۰۷۹۱ | 2001 RB34   | ۸ سپتامبر ۲۰۰۱  |
| ۱۵۰۷۹۲ | 2001 RT34   | ۸ سپتامبر ۲۰۰۱  |
| ۱۵۰۷۹۳ | 2001 RJ38   | ۸ سپتامبر ۲۰۰۱  |
| ۱۵۰۷۹۴ | 2001 RY43   | ۹ سپتامبر ۲۰۰۱  |
| ۱۵۰۷۹۵ | 2001 RR52   | ۱۲ سپتامبر ۲۰۰۱ |
| ۱۵۰۷۹۶ | 2001 RO54   | ۱۲ سپتامبر ۲۰۰۱ |
| ۱۵۰۷۹۷ | 2001 RW57   | ۱۲ سپتامبر ۲۰۰۱ |
| ۱۵۰۷۹۸ | 2001 RO61   | ۱۲ سپتامبر ۲۰۰۱ |
| ۱۵۰۷۹۹ | 2001 RZ62   | ۱۲ سپتامبر ۲۰۰۱ |
| ۱۵۰۸۰۰ | 2001 RU74   | ۱۰ سپتامبر ۲۰۰۱ |
| ۱۵۰۸۰۱ | 2001 RF78   | ۱۰ سپتامبر ۲۰۰۱ |
| ۱۵۰۸۰۲ | 2001 RW81   | ۱۴ سپتامبر ۲۰۰۱ |
| ۱۵۰۸۰۳ | 2001 RL83   | ۱۱ سپتامبر ۲۰۰۱ |
| ۱۵۰۸۰۴ | 2001 RC88   | ۱۱ سپتامبر ۲۰۰۱ |
| ۱۵۰۸۰۵ | 2001 RP88   | ۱۱ سپتامبر ۲۰۰۱ |
| ۱۵۰۸۰۶ | 2001 RW91   | ۱۱ سپتامبر ۲۰۰۱ |
| ۱۵۰۸۰۷ | 2001 RT95   | ۱۱ سپتامبر ۲۰۰۱ |
| ۱۵۰۸۰۸ | 2001 RZ100  | ۱۲ سپتامبر ۲۰۰۱ |
| ۱۵۰۸۰۹ | 2001 RM103  | ۱۲ سپتامبر ۲۰۰۱ |
| ۱۵۰۸۱۰ | 2001 RN105  | ۱۲ سپتامبر ۲۰۰۱ |
| ۱۵۰۸۱۱ | 2001 RX110  | ۱۲ سپتامبر ۲۰۰۱ |
| ۱۵۰۸۱۲ | 2001 RA111  | ۱۲ سپتامبر ۲۰۰۱ |
| ۱۵۰۸۱۳ | 2001 RK113  | ۱۲ سپتامبر ۲۰۰۱ |
| ۱۵۰۸۱۴ | 2001 RB114  | ۱۲ سپتامبر ۲۰۰۱ |
| ۱۵۰۸۱۵ | 2001 RH114  | ۱۲ سپتامبر ۲۰۰۱ |
| ۱۵۰۸۱۶ | 2001 RS119  | ۱۲ سپتامبر ۲۰۰۱ |
| ۱۵۰۸۱۷ | 2001 RN126  | ۱۲ سپتامبر ۲۰۰۱ |
| ۱۵۰۸۱۸ | 2001 RZ126  | ۱۲ سپتامبر ۲۰۰۱ |
| ۱۵۰۸۱۹ | 2001 RD127  | ۱۲ سپتامبر ۲۰۰۱ |
| ۱۵۰۸۲۰ | 2001 RV127  | ۱۲ سپتامبر ۲۰۰۱ |
| ۱۵۰۸۲۱ | 2001 RM131  | ۱۲ سپتامبر ۲۰۰۱ |
| ۱۵۰۸۲۲ | 2001 RY142  | ۱۴ سپتامبر ۲۰۰۱ |
| ۱۵۰۸۲۳ | 2001 SZ2    | ۱۷ سپتامبر ۲۰۰۱ |
| ۱۵۰۸۲۴ | 2001 SL3    | ۱۷ سپتامبر ۲۰۰۱ |
| ۱۵۰۸۲۵ | 2001 SR8    | ۱۸ سپتامبر ۲۰۰۱ |
| ۱۵۰۸۲۶ | 2001 SZ19   | ۱۶ سپتامبر ۲۰۰۱ |
| ۱۵۰۸۲۷ | 2001 SL20   | ۱۶ سپتامبر ۲۰۰۱ |
| ۱۵۰۸۲۸ | 2001 SJ21   | ۱۶ سپتامبر ۲۰۰۱ |
| ۱۵۰۸۲۹ | 2001 SE24   | ۱۶ سپتامبر ۲۰۰۱ |
| ۱۵۰۸۳۰ | 2001 SQ25   | ۱۶ سپتامبر ۲۰۰۱ |
| ۱۵۰۸۳۱ | 2001 SP28   | ۱۶ سپتامبر ۲۰۰۱ |
| ۱۵۰۸۳۲ | 2001 SM30   | ۱۶ سپتامبر ۲۰۰۱ |
| ۱۵۰۸۳۳ | 2001 SE32   | ۱۶ سپتامبر ۲۰۰۱ |
| ۱۵۰۸۳۴ | 2001 SZ32   | ۱۶ سپتامبر ۲۰۰۱ |
| ۱۵۰۸۳۵ | 2001 SE34   | ۱۶ سپتامبر ۲۰۰۱ |
| ۱۵۰۸۳۶ | 2001 SM34   | ۱۶ سپتامبر ۲۰۰۱ |
| ۱۵۰۸۳۷ | 2001 SE40   | ۱۶ سپتامبر ۲۰۰۱ |
| ۱۵۰۸۳۸ | 2001 SW45   | ۱۶ سپتامبر ۲۰۰۱ |
| ۱۵۰۸۳۹ | 2001 SD47   | ۱۶ سپتامبر ۲۰۰۱ |
| ۱۵۰۸۴۰ | 2001 SF47   | ۱۶ سپتامبر ۲۰۰۱ |
| ۱۵۰۸۴۱ | 2001 SH52   | ۱۶ سپتامبر ۲۰۰۱ |
| ۱۵۰۸۴۲ | 2001 SO55   | ۱۶ سپتامبر ۲۰۰۱ |
| ۱۵۰۸۴۳ | 2001 SB58   | ۱۷ سپتامبر ۲۰۰۱ |
| ۱۵۰۸۴۴ | 2001 SN66   | ۱۷ سپتامبر ۲۰۰۱ |
| ۱۵۰۸۴۵ | 2001 SE68   | ۱۷ سپتامبر ۲۰۰۱ |
| ۱۵۰۸۴۶ | 2001 SH69   | ۱۷ سپتامبر ۲۰۰۱ |
| ۱۵۰۸۴۷ | 2001 SL69   | ۱۷ سپتامبر ۲۰۰۱ |
| ۱۵۰۸۴۸ | 2001 SE74   | ۱۹ سپتامبر ۲۰۰۱ |
| ۱۵۰۸۴۹ | 2001 SZ87   | ۲۰ سپتامبر ۲۰۰۱ |
| ۱۵۰۸۵۰ | 2001 SB92   | ۲۰ سپتامبر ۲۰۰۱ |
| ۱۵۰۸۵۱ | 2001 SY92   | ۲۰ سپتامبر ۲۰۰۱ |
| ۱۵۰۸۵۲ | 2001 SD99   | ۲۰ سپتامبر ۲۰۰۱ |
| ۱۵۰۸۵۳ | 2001 SL107  | ۲۰ سپتامبر ۲۰۰۱ |
| ۱۵۰۸۵۴ | 2001 SG110  | ۲۰ سپتامبر ۲۰۰۱ |
| ۱۵۰۸۵۵ | 2001 SW111  | ۲۰ سپتامبر ۲۰۰۱ |
| ۱۵۰۸۵۶ | 2001 SS112  | ۱۸ سپتامبر ۲۰۰۱ |
| ۱۵۰۸۵۷ | 2001 SF120  | ۱۶ سپتامبر ۲۰۰۱ |
| ۱۵۰۸۵۸ | 2001 SH130  | ۱۶ سپتامبر ۲۰۰۱ |
| ۱۵۰۸۵۹ | 2001 SK130  | ۱۶ سپتامبر ۲۰۰۱ |
| ۱۵۰۸۶۰ | 2001 SW137  | ۱۶ سپتامبر ۲۰۰۱ |
| ۱۵۰۸۶۱ | 2001 SP140  | ۱۶ سپتامبر ۲۰۰۱ |
| ۱۵۰۸۶۲ | 2001 SW140  | ۱۶ سپتامبر ۲۰۰۱ |
| ۱۵۰۸۶۳ | 2001 SY140  | ۱۶ سپتامبر ۲۰۰۱ |
| ۱۵۰۸۶۴ | 2001 SY147  | ۱۷ سپتامبر ۲۰۰۱ |
| ۱۵۰۸۶۵ | 2001 SZ149  | ۱۷ سپتامبر ۲۰۰۱ |
| ۱۵۰۸۶۶ | 2001 SS158  | ۱۷ سپتامبر ۲۰۰۱ |
| ۱۵۰۸۶۷ | 2001 SS163  | ۱۷ سپتامبر ۲۰۰۱ |
| ۱۵۰۸۶۸ | 2001 SK176  | ۱۶ سپتامبر ۲۰۰۱ |
| ۱۵۰۸۶۹ | 2001 SH192  | ۱۹ سپتامبر ۲۰۰۱ |
| ۱۵۰۸۷۰ | 2001 SP193  | ۱۹ سپتامبر ۲۰۰۱ |
| ۱۵۰۸۷۱ | 2001 SM200  | ۱۹ سپتامبر ۲۰۰۱ |
| ۱۵۰۸۷۲ | 2001 ST201  | ۱۹ سپتامبر ۲۰۰۱ |
| ۱۵۰۸۷۳ | 2001 SX206  | ۱۹ سپتامبر ۲۰۰۱ |
| ۱۵۰۸۷۴ | 2001 SG209  | ۱۹ سپتامبر ۲۰۰۱ |
| ۱۵۰۸۷۵ | 2001 SD213  | ۱۹ سپتامبر ۲۰۰۱ |
| ۱۵۰۸۷۶ | 2001 SA220  | ۱۹ سپتامبر ۲۰۰۱ |
| ۱۵۰۸۷۷ | 2001 SK226  | ۱۹ سپتامبر ۲۰۰۱ |
| ۱۵۰۸۷۸ | 2001 SE227  | ۱۹ سپتامبر ۲۰۰۱ |
| ۱۵۰۸۷۹ | 2001 SQ233  | ۱۹ سپتامبر ۲۰۰۱ |
| ۱۵۰۸۸۰ | 2001 SR234  | ۱۹ سپتامبر ۲۰۰۱ |
| ۱۵۰۸۸۱ | 2001 SB237  | ۱۹ سپتامبر ۲۰۰۱ |
| ۱۵۰۸۸۲ | 2001 SY238  | ۱۹ سپتامبر ۲۰۰۱ |
| ۱۵۰۸۸۳ | 2001 SE242  | ۱۹ سپتامبر ۲۰۰۱ |
| ۱۵۰۸۸۴ | 2001 SY242  | ۱۹ سپتامبر ۲۰۰۱ |
| ۱۵۰۸۸۵ | 2001 SF244  | ۱۹ سپتامبر ۲۰۰۱ |
| ۱۵۰۸۸۶ | 2001 SK248  | ۱۹ سپتامبر ۲۰۰۱ |
| ۱۵۰۸۸۷ | 2001 SY248  | ۱۹ سپتامبر ۲۰۰۱ |
| ۱۵۰۸۸۸ | 2001 SD254  | ۱۹ سپتامبر ۲۰۰۱ |
| ۱۵۰۸۸۹ | 2001 ST257  | ۲۰ سپتامبر ۲۰۰۱ |
| ۱۵۰۸۹۰ | 2001 SN267  | ۲۵ سپتامبر ۲۰۰۱ |
| ۱۵۰۸۹۱ | 2001 SQ272  | ۲۱ سپتامبر ۲۰۰۱ |
| ۱۵۰۸۹۲ | 2001 SA278  | ۲۱ سپتامبر ۲۰۰۱ |
| ۱۵۰۸۹۳ | 2001 SK278  | ۲۱ سپتامبر ۲۰۰۱ |
| ۱۵۰۸۹۴ | 2001 SV278  | ۲۱ سپتامبر ۲۰۰۱ |
| ۱۵۰۸۹۵ | 2001 SU282  | ۲۲ سپتامبر ۲۰۰۱ |
| ۱۵۰۸۹۶ | 2001 SC290  | ۲۹ سپتامبر ۲۰۰۱ |
| ۱۵۰۸۹۷ | 2001 SU292  | ۱۶ سپتامبر ۲۰۰۱ |
| ۱۵۰۸۹۸ | 2001 SW304  | ۲۰ سپتامبر ۲۰۰۱ |
| ۱۵۰۸۹۹ | 2001 SJ307  | ۲۱ سپتامبر ۲۰۰۱ |
| ۱۵۰۹۰۰ | 2001 SL315  | ۲۵ سپتامبر ۲۰۰۱ |
| ۱۵۰۹۰۱ | 2001 SB318  | ۱۹ سپتامبر ۲۰۰۱ |
| ۱۵۰۹۰۲ | 2001 SW323  | ۲۵ سپتامبر ۲۰۰۱ |
| ۱۵۰۹۰۳ | 2001 SN341  | ۲۱ سپتامبر ۲۰۰۱ |
| ۱۵۰۹۰۴ | 2001 SX347  | ۲۶ سپتامبر ۲۰۰۱ |
| ۱۵۰۹۰۵ | 2001 SG353  | ۱۸ سپتامبر ۲۰۰۱ |
| ۱۵۰۹۰۵ | 2001 TF     | ۸ اکتبر ۲۰۰۱    |
| ۱۵۰۹۰۷ | 2001 TA3    | ۷ اکتبر ۲۰۰۱    |
| ۱۵۰۹۰۸ | 2001 TV4    | ۸ اکتبر ۲۰۰۱    |
| ۱۵۰۹۰۹ | 2001 TZ11   | ۱۳ اکتبر ۲۰۰۱   |
| ۱۵۰۹۱۰ | 2001 TV24   | ۱۴ اکتبر ۲۰۰۱   |
| ۱۵۰۹۱۱ | 2001 TO26   | ۱۴ اکتبر ۲۰۰۱   |
| ۱۵۰۹۱۲ | 2001 TT28   | ۱۴ اکتبر ۲۰۰۱   |
| ۱۵۰۹۱۳ | 2001 TV31   | ۱۴ اکتبر ۲۰۰۱   |
| ۱۵۰۹۱۴ | 2001 TR38   | ۱۴ اکتبر ۲۰۰۱   |
| ۱۵۰۹۱۵ | 2001 TN39   | ۱۴ اکتبر ۲۰۰۱   |
| ۱۵۰۹۱۶ | 2001 TP43   | ۱۴ اکتبر ۲۰۰۱   |
| ۱۵۰۹۱۷ | 2001 TD44   | ۱۴ اکتبر ۲۰۰۱   |
| ۱۵۰۹۱۸ | 2001 TO54   | ۱۴ اکتبر ۲۰۰۱   |
| ۱۵۰۹۱۹ | 2001 TT54   | ۱۴ اکتبر ۲۰۰۱   |
| ۱۵۰۹۲۰ | 2001 TQ57   | ۱۳ اکتبر ۲۰۰۱   |
| ۱۵۰۹۲۱ | 2001 TC58   | ۱۳ اکتبر ۲۰۰۱   |
| ۱۵۰۹۲۲ | 2001 TK61   | ۱۳ اکتبر ۲۰۰۱   |
| ۱۵۰۹۲۳ | 2001 TL61   | ۱۳ اکتبر ۲۰۰۱   |
| ۱۵۰۹۲۴ | 2001 TP62   | ۱۳ اکتبر ۲۰۰۱   |
| ۱۵۰۹۲۵ | 2001 TT62   | ۱۳ اکتبر ۲۰۰۱   |
| ۱۵۰۹۲۶ | 2001 TW62   | ۱۳ اکتبر ۲۰۰۱   |
| ۱۵۰۹۲۷ | 2001 TL67   | ۱۳ اکتبر ۲۰۰۱   |
| ۱۵۰۹۲۸ | 2001 TP68   | ۱۳ اکتبر ۲۰۰۱   |
| ۱۵۰۹۲۹ | 2001 TE69   | ۱۳ اکتبر ۲۰۰۱   |
| ۱۵۰۹۳۰ | 2001 TE71   | ۱۳ اکتبر ۲۰۰۱   |
| ۱۵۰۹۳۱ | 2001 TN72   | ۱۳ اکتبر ۲۰۰۱   |
| ۱۵۰۹۳۲ | 2001 TO72   | ۱۳ اکتبر ۲۰۰۱   |
| ۱۵۰۹۳۳ | 2001 TU74   | ۱۳ اکتبر ۲۰۰۱   |
| ۱۵۰۹۳۴ | 2001 TL78   | ۱۳ اکتبر ۲۰۰۱   |
| ۱۵۰۹۳۵ | 2001 TT78   | ۱۳ اکتبر ۲۰۰۱   |
| ۱۵۰۹۳۶ | 2001 TC81   | ۱۴ اکتبر ۲۰۰۱   |
| ۱۵۰۹۳۷ | 2001 TJ83   | ۱۴ اکتبر ۲۰۰۱   |
| ۱۵۰۹۳۸ | 2001 TK92   | ۱۴ اکتبر ۲۰۰۱   |
| ۱۵۰۹۳۹ | 2001 TX97   | ۱۴ اکتبر ۲۰۰۱   |
| ۱۵۰۹۴۰ | 2001 TL100  | ۱۴ اکتبر ۲۰۰۱   |
| ۱۵۰۹۴۱ | 2001 TN100  | ۱۴ اکتبر ۲۰۰۱   |
| ۱۵۰۹۴۲ | 2001 TU102  | ۱۵ اکتبر ۲۰۰۱   |
| ۱۵۰۹۴۳ | 2001 TZ104  | ۱۳ اکتبر ۲۰۰۱   |
| ۱۵۰۹۴۴ | 2001 TB106  | ۱۳ اکتبر ۲۰۰۱   |
| ۱۵۰۹۴۵ | 2001 TS106  | ۱۳ اکتبر ۲۰۰۱   |
| ۱۵۰۹۴۶ | 2001 TK110  | ۱۴ اکتبر ۲۰۰۱   |
| ۱۵۰۹۴۷ | 2001 TP112  | ۱۴ اکتبر ۲۰۰۱   |
| ۱۵۰۹۴۸ | 2001 TR117  | ۱۴ اکتبر ۲۰۰۱   |
| ۱۵۰۹۴۹ | 2001 TS118  | ۱۵ اکتبر ۲۰۰۱   |
| ۱۵۰۹۵۰ | 2001 TK121  | ۱۵ اکتبر ۲۰۰۱   |
| ۱۵۰۹۵۱ | 2001 TP121  | ۱۵ اکتبر ۲۰۰۱   |
| ۱۵۰۹۵۲ | 2001 TU124  | ۱۲ اکتبر ۲۰۰۱   |
| ۱۵۰۹۵۳ | 2001 TM125  | ۱۲ اکتبر ۲۰۰۱   |
| ۱۵۰۹۵۴ | 2001 TH126  | ۱۳ اکتبر ۲۰۰۱   |
| ۱۵۰۹۵۵ | 2001 TT131  | ۱۱ اکتبر ۲۰۰۱   |
| ۱۵۰۹۵۶ | 2001 TZ132  | ۱۲ اکتبر ۲۰۰۱   |
| ۱۵۰۹۵۷ | 2001 TS140  | ۱۰ اکتبر ۲۰۰۱   |
| ۱۵۰۹۵۸ | 2001 TR142  | ۱۰ اکتبر ۲۰۰۱   |
| ۱۵۰۹۵۹ | 2001 TL143  | ۱۰ اکتبر ۲۰۰۱   |
| ۱۵۰۹۶۰ | 2001 TA150  | ۱۰ اکتبر ۲۰۰۱   |
| ۱۵۰۹۶۱ | 2001 TL158  | ۱۱ اکتبر ۲۰۰۱   |
| ۱۵۰۹۶۲ | 2001 TA161  | ۱۱ اکتبر ۲۰۰۱   |
| ۱۵۰۹۶۳ | 2001 TG162  | ۱۱ اکتبر ۲۰۰۱   |
| ۱۵۰۹۶۴ | 2001 TX162  | ۱۱ اکتبر ۲۰۰۱   |
| ۱۵۰۹۶۵ | 2001 TY164  | ۱۵ اکتبر ۲۰۰۱   |
| ۱۵۰۹۶۶ | 2001 TL167  | ۱۵ اکتبر ۲۰۰۱   |
| ۱۵۰۹۶۷ | 2001 TG169  | ۱۵ اکتبر ۲۰۰۱   |
| ۱۵۰۹۶۸ | 2001 TQ169  | ۱۵ اکتبر ۲۰۰۱   |
| ۱۵۰۹۶۹ | 2001 TQ172  | ۱۳ اکتبر ۲۰۰۱   |
| ۱۵۰۹۷۰ | 2001 TG179  | ۱۴ اکتبر ۲۰۰۱   |
| ۱۵۰۹۷۱ | 2001 TJ191  | ۱۴ اکتبر ۲۰۰۱   |
| ۱۵۰۹۷۲ | 2001 TH195  | ۱۵ اکتبر ۲۰۰۱   |
| ۱۵۰۹۷۳ | 2001 TO195  | ۱۵ اکتبر ۲۰۰۱   |
| ۱۵۰۹۷۴ | 2001 TP196  | ۱۴ اکتبر ۲۰۰۱   |
| ۱۵۰۹۷۵ | 2001 TV196  | ۱۵ اکتبر ۲۰۰۱   |
| ۱۵۰۹۷۶ | 2001 TN210  | ۱۳ اکتبر ۲۰۰۱   |
| ۱۵۰۹۷۷ | 2001 TY212  | ۱۳ اکتبر ۲۰۰۱   |
| ۱۵۰۹۷۸ | 2001 TN214  | ۱۳ اکتبر ۲۰۰۱   |
| ۱۵۰۹۷۹ | 2001 TR214  | ۱۳ اکتبر ۲۰۰۱   |
| ۱۵۰۹۸۰ | 2001 TC216  | ۱۳ اکتبر ۲۰۰۱   |
| ۱۵۰۹۸۱ | 2001 TX220  | ۱۴ اکتبر ۲۰۰۱   |
| ۱۵۰۹۸۲ | 2001 TV225  | ۱۴ اکتبر ۲۰۰۱   |
| ۱۵۰۹۸۳ | 2001 TM229  | ۱۵ اکتبر ۲۰۰۱   |
| ۱۵۰۹۸۴ | 2001 TP233  | ۱۵ اکتبر ۲۰۰۱   |
| ۱۵۰۹۸۵ | 2001 TB235  | ۱۵ اکتبر ۲۰۰۱   |
| ۱۵۰۹۸۶ | 2001 TL239  | ۱۵ اکتبر ۲۰۰۱   |
| ۱۵۰۹۸۷ | 2001 TT240  | ۱۴ اکتبر ۲۰۰۱   |
| ۱۵۰۹۸۸ | 2001 TU241  | ۱۳ اکتبر ۲۰۰۱   |
| ۱۵۰۹۸۹ | 2001 UL4    | ۱۷ اکتبر ۲۰۰۱   |
| ۱۵۰۹۹۰ | 2001 UC8    | ۱۷ اکتبر ۲۰۰۱   |
| ۱۵۰۹۹۱ | 2001 UF8    | ۱۷ اکتبر ۲۰۰۱   |
| ۱۵۰۹۹۲ | 2001 UD13   | ۲۴ اکتبر ۲۰۰۱   |
| ۱۵۰۹۹۳ | 2001 UK15   | ۲۵ اکتبر ۲۰۰۱   |
| ۱۵۰۹۹۴ | 2001 UL23   | ۱۸ اکتبر ۲۰۰۱   |
| ۱۵۰۹۹۵ | 2001 UX23   | ۱۸ اکتبر ۲۰۰۱   |
| ۱۵۰۹۹۶ | 2001 UR28   | ۱۶ اکتبر ۲۰۰۱   |
| ۱۵۰۹۹۷ | 2001 UF32   | ۱۶ اکتبر ۲۰۰۱   |
| ۱۵۰۹۹۸ | 2001 UC34   | ۱۶ اکتبر ۲۰۰۱   |
| ۱۵۰۹۹۹ | 2001 UT35   | ۱۶ اکتبر ۲۰۰۱   |
| ۱۵۱۰۰۰ | 2001 UB37   | ۱۶ اکتبر ۲۰۰۱   |